# Liste des manifestations des 10 et 11 janvier 2015
Cet article recense les manifestations en réaction aux attentats de janvier 2015 en France, s'étant tenues le samedi 10 janvier 2015 ou le dimanche 11 janvier 2015.

## En France

### 10 janvier 2015
Le samedi 10 janvier 2015, le lendemain du terme des événements, plus de 700 000 manifestants défilent à travers la France, dont environ :
- Agen : 13 000[2] ;
- Amiens : 5 000[3] ;
- Bayonne : 20 000[1], [2] ;
- Besançon : 20 000[1] ;
- Bourges : 4 000[1] ;
- Caen : 6 000[1] ;
- Chalon-sur-Saône : 5 000 ;
- Fontainebleau : 10 000[4],[5] ;
- Lannion : 3 500[1] ;
- Le Havre : 10 000[6] ;
- Lille : 40 000[7],[1] ;
- Limoges : 30 000[8] ;
- Marseille : plus de 45 000[9],[1] ;
- Martigues : 4 000[1] ;
- Nantes : 80 000[10] ;
- Nice : 23 000[1] ;
- Orléans : plus de 22 000[1] ;
- Pau : 35 000[1] ;
- Rouen : 35 000[1] ;
- Saint-Nazaire : 7 500[1] ;
- Toulouse : 150 000[11] ;
- Valence : 7 500[1] ;

### Le 11 janvier 2015

Rassemblements de plus de 100 000 personnes
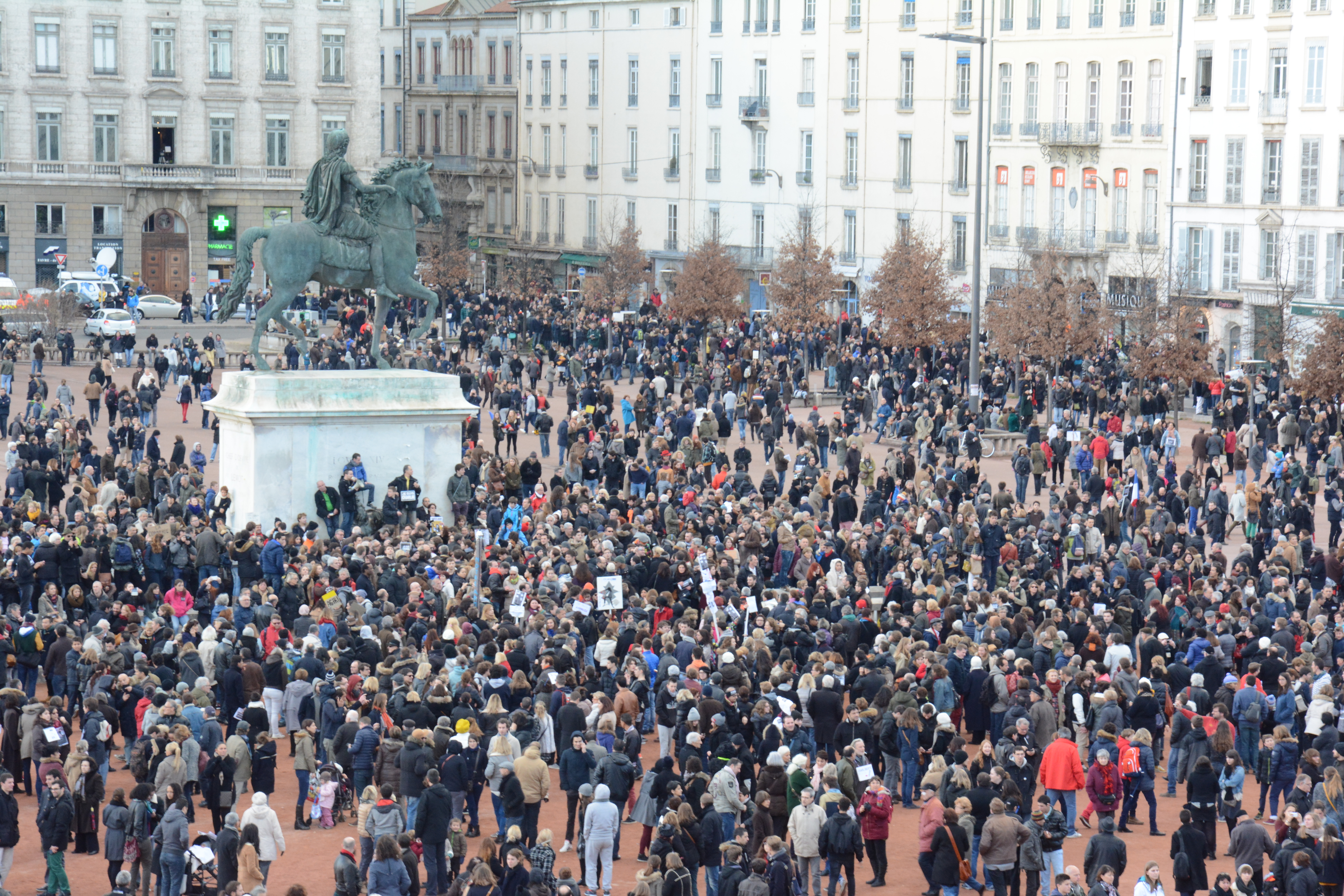
À Lyon.
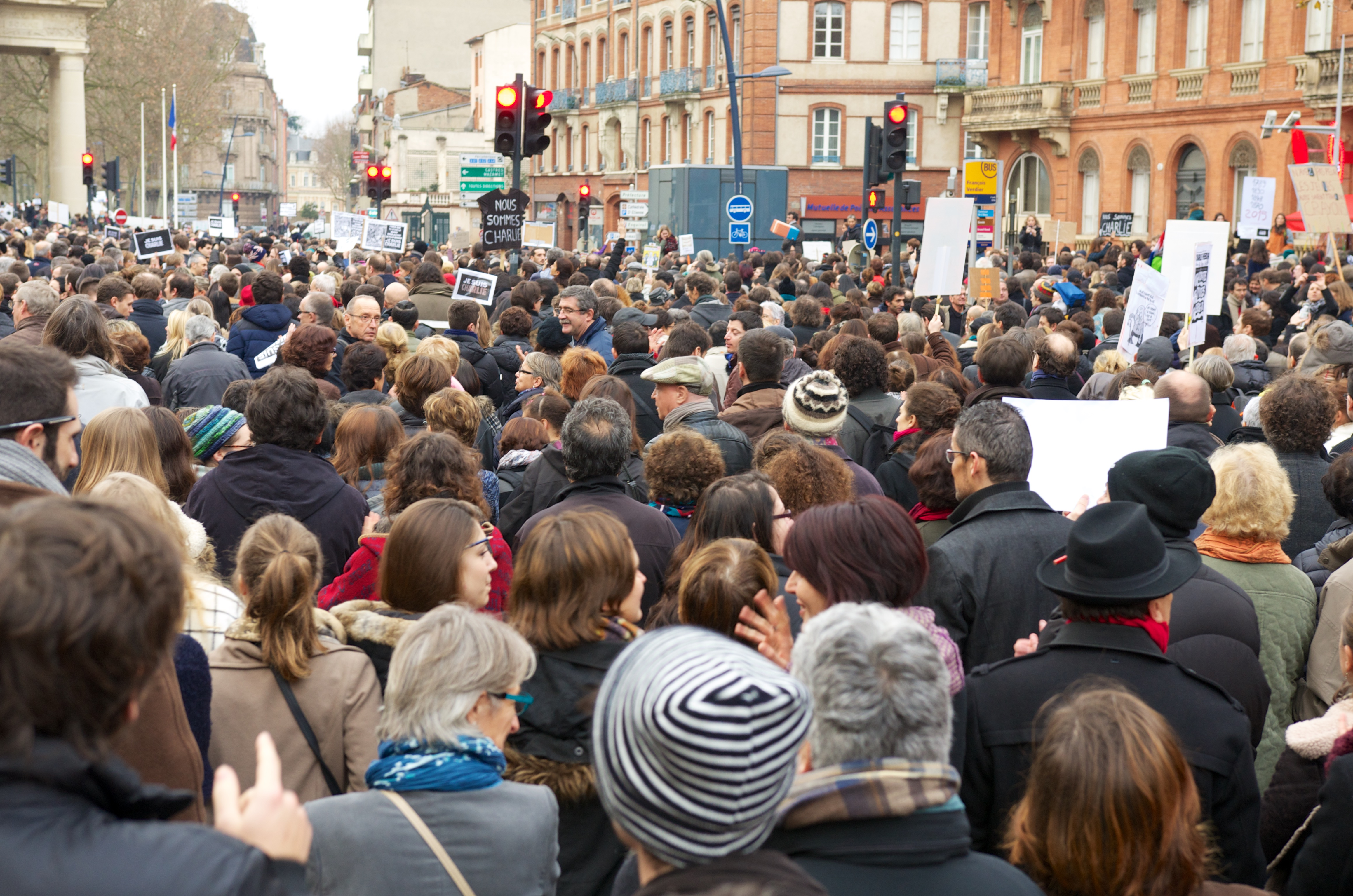
À Toulouse, à l'angle du Monument aux morts.
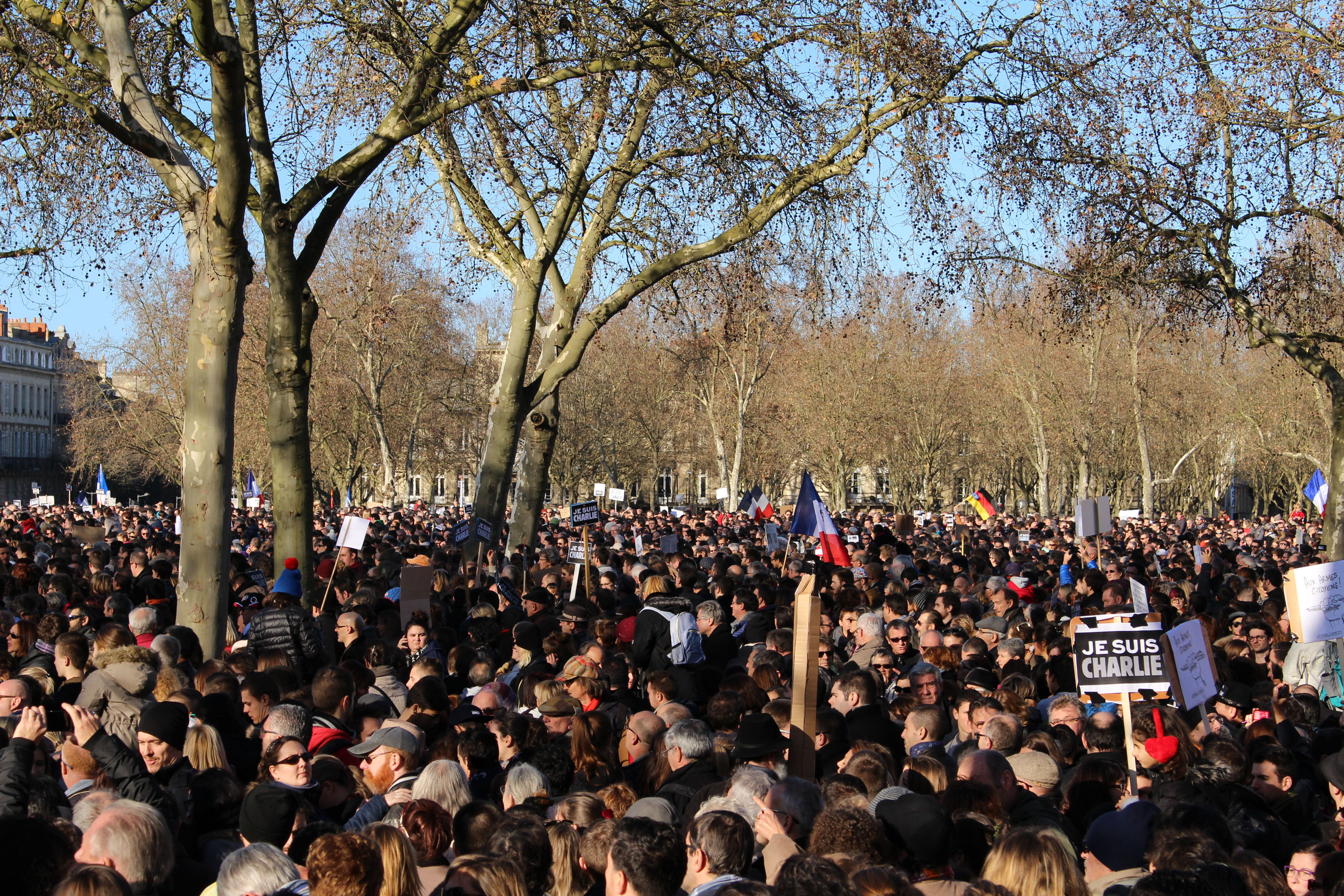
À Bordeaux.
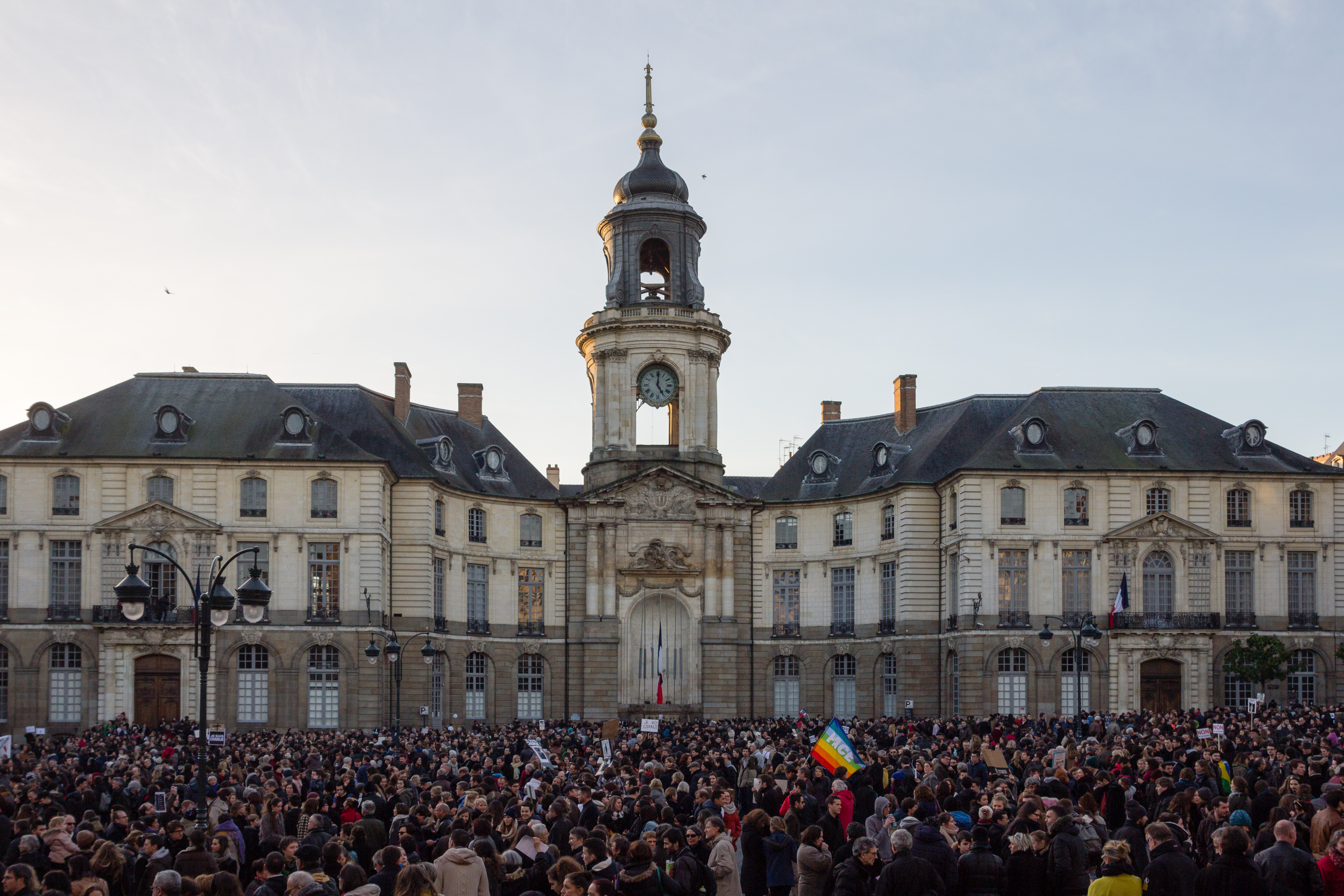
À Rennes.
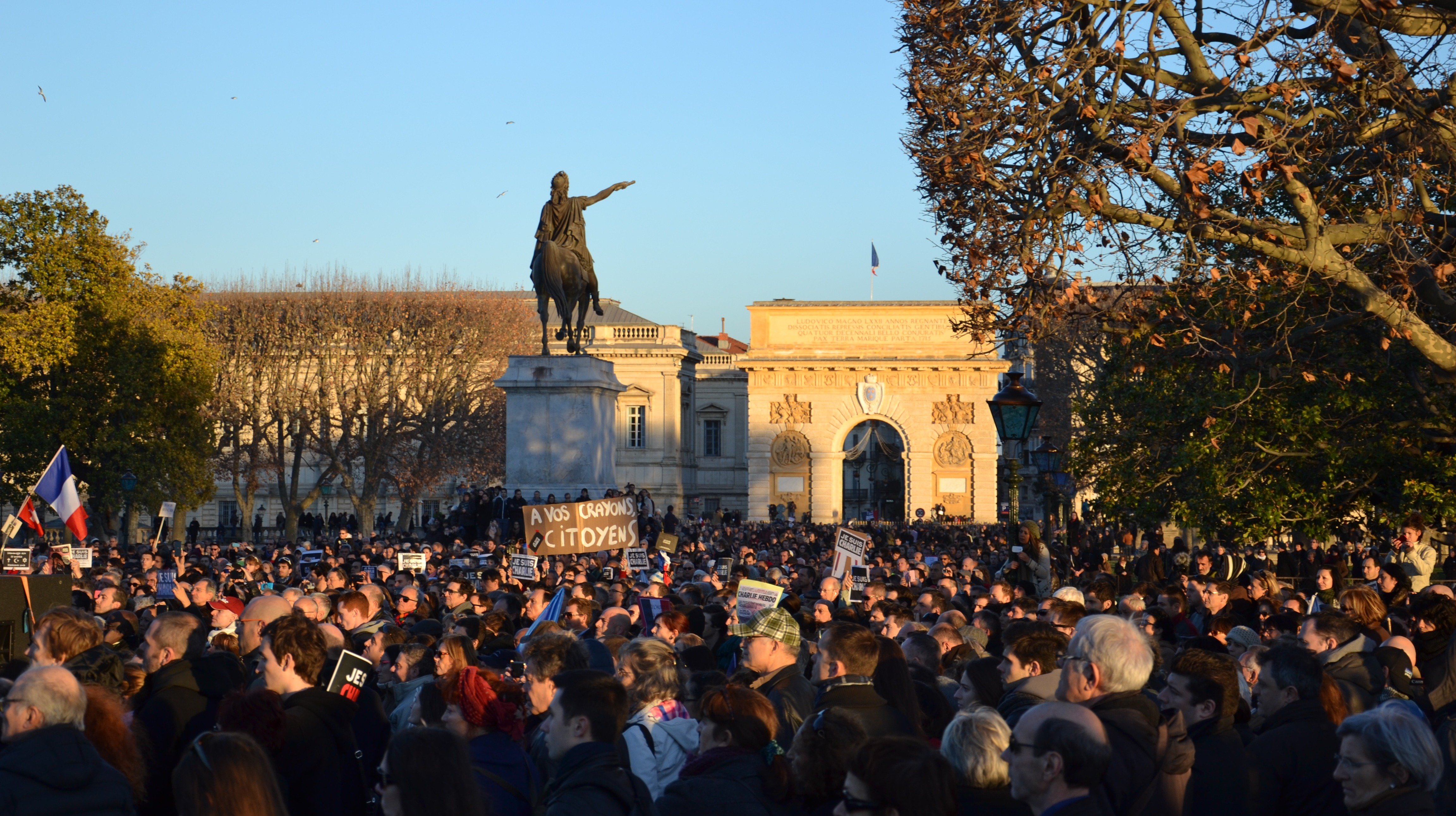
À Montpellier.
À Grenoble.

Rassemblements entre 35 000 et 100 000 personnes
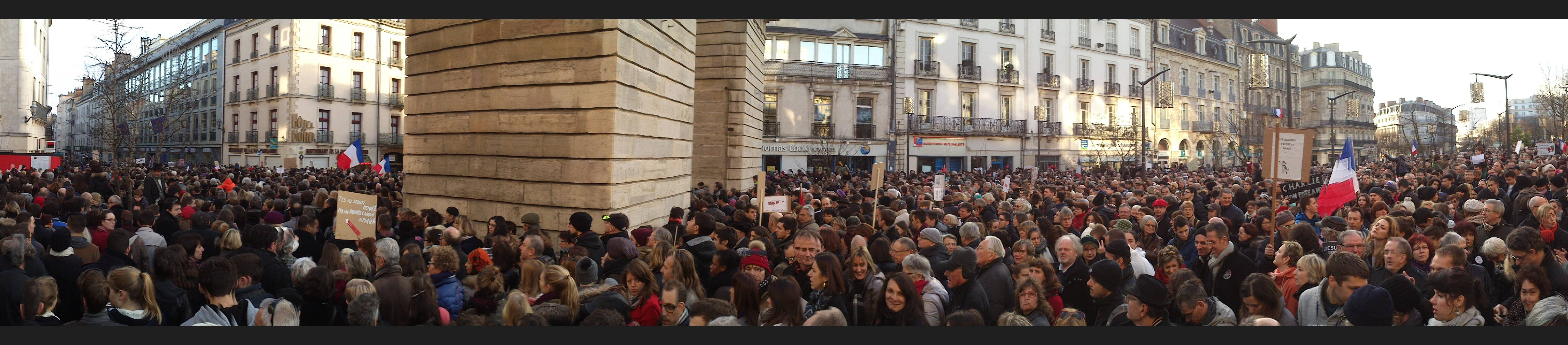
À Dijon place Darcy.
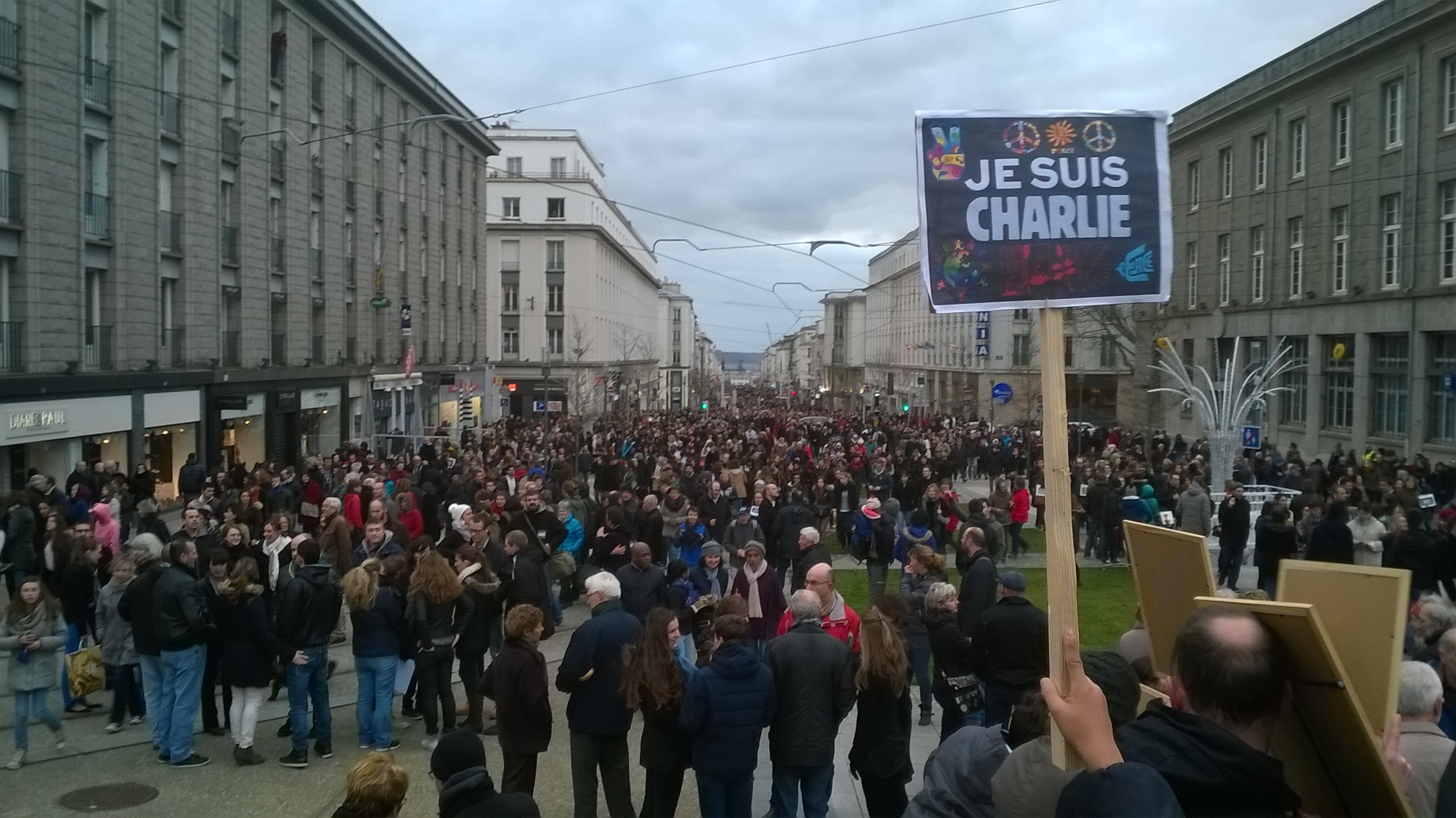
À Brest.
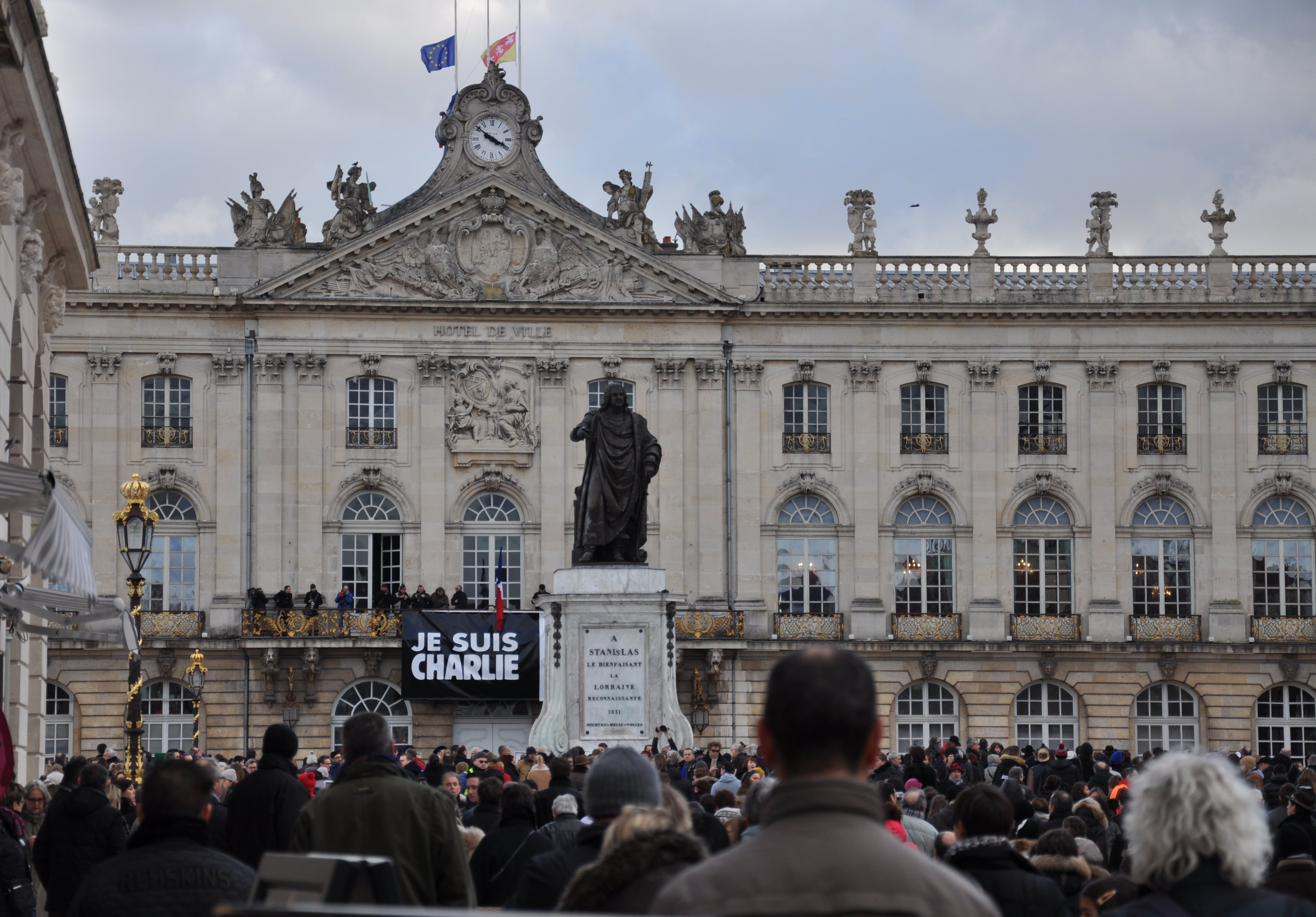
À Nancy place Stanislas.

Rassemblements de moins de 35 000 personnes
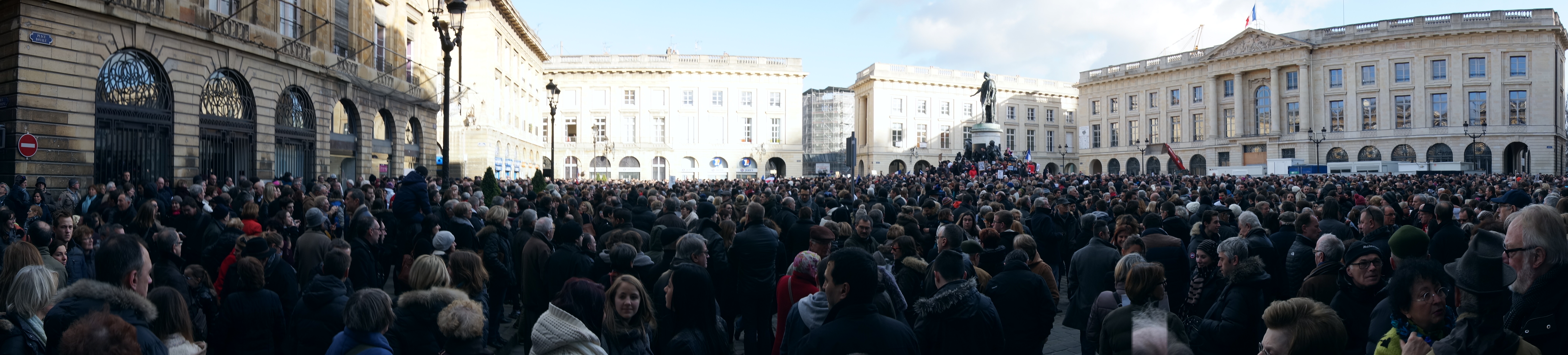
À Reims Place Royale.
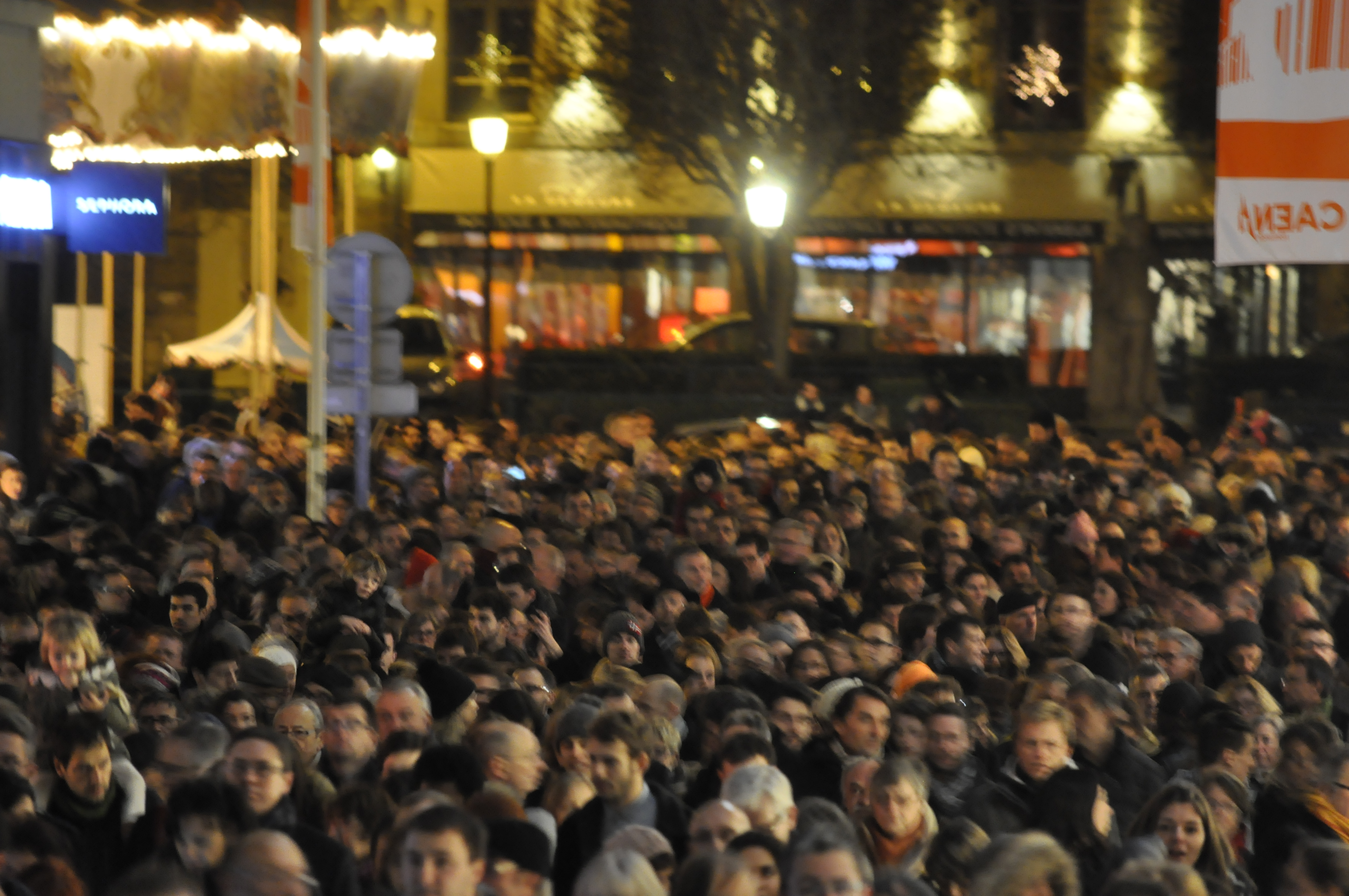
À Caen.

Le dimanche 11 janvier 2015, entre 3 700 000 et 4 millions de personnes manifestent en France, dont environ :

## À l'étranger
- Allemagne - Berlin : 8 000 à 9 000 personnes se réunissent devant l'ambassade de France[80].
- Allemagne - Mannheim : 1 200 personnes se réunissent devant le Wasserturm de Mannheim "[81].
- Antarctique - Dumont d'Urville : Des dizaines de personnes se réunissent pour "Nous sommes Charlie"[82].
- Australie - Sydney : 3 000 personnes se rassemblent sur Martin Place pour manifester[83].
- Autriche - Vienne : 10 000 personnes manifestent[84].
- Belgique - Bruxelles: 20 000 personnes manifestent[85].
- Belgique - Gand: près de 3 000 personnes manifestent[86].
- Burundi - Bujumbura : 200 à 300 personnes manifestent devant l'ambassade de France[41].
- Canada - Montréal: 25 000 personnes manifestent[87].
- Canada - Québec: 2 000 personnes manifestent[87].

Rassemblement à Paris
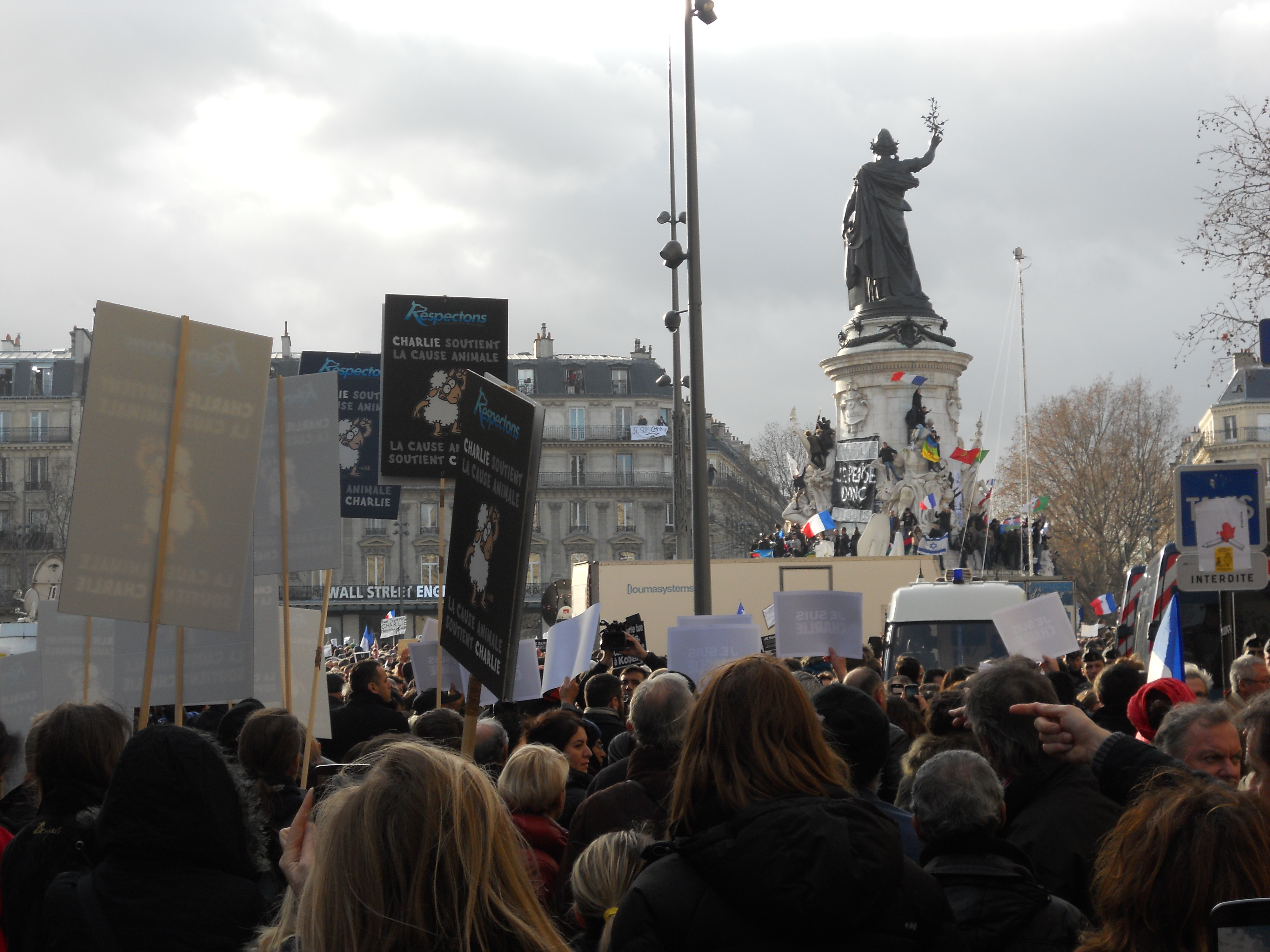
À 14 h 15, la place de la République déjà remplie
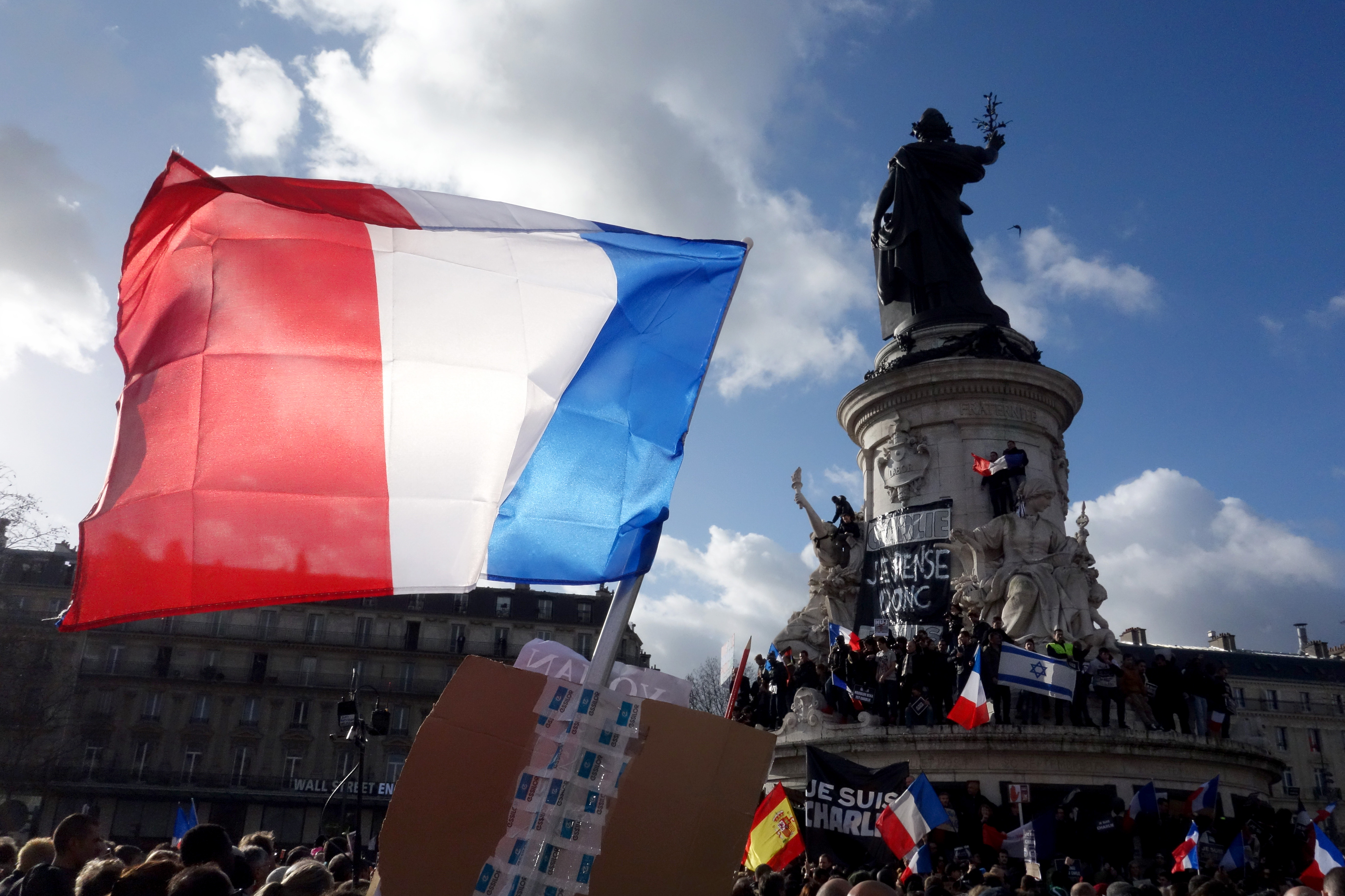
Canada - Ottawa: 500 personnes se rassemblent place de la Confédération[88].
- Espagne - Madrid : plusieurs centaines de personnes manifestent à la Puerta del Sol[84].
- États-Unis - San Francisco: 2 000 personnes manifestent[89].
- Grèce - Athènes : 500 personnes se rassemblent au pied du Parlement grec[41].
- Grèce - Thessalonique : 1 000 personnes se rassemblent devant la Tour blanche[41].
- Israël - Jérusalem : 500 personnes manifestent devant un écran « Jérusalem est Charlie »[84].
- Japon - Tokyo: plus de 200 personnes se rassemblent à l'Institut français du Japon le 11 janvier 2015[90]
- Japon - Kyoto: une soixantaine de personnes assistent à un rassemblement à l'Institut français du Japon - Kansai le 11 janvier 2015[91]
- Luxembourg - Luxembourg : 2 000 personnes manifestent [92].
- Maroc - Rabat : des personnes se regroupent devant le siège de l'AFP [93].
- Norvège - Oslo : plusieurs centaines de personnes manifestent[84].
- Palestine - Ramallah : plusieurs dizaines de personnes se rassemblent sous une banderole indiquant « La Palestine est solidaire de la France contre le terrorisme »[41].
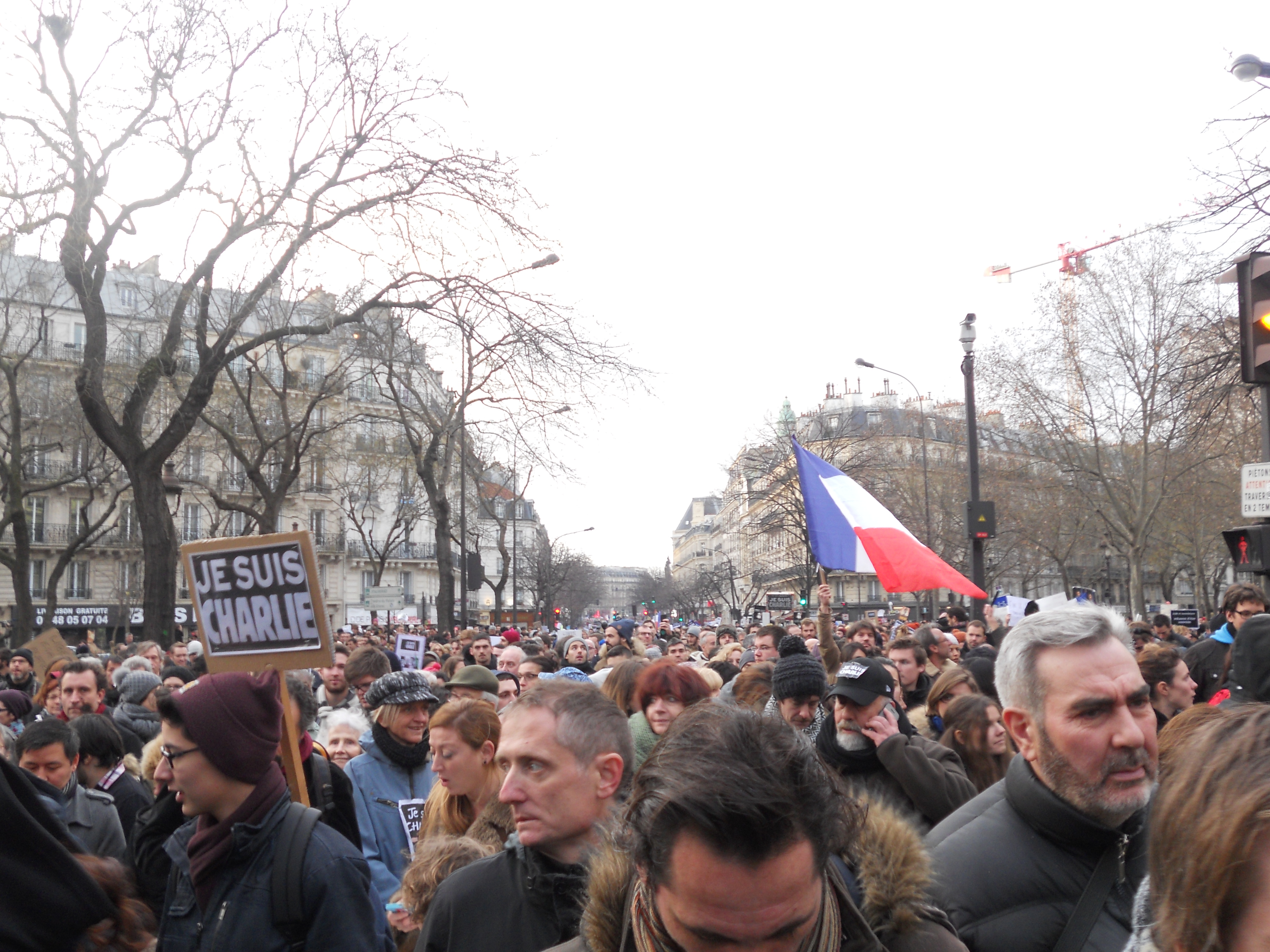
Pays-Bas - Amsterdam : 8 000 personnes manifestent sur la place du Dam durant la soirée ; d'autres marches réunissant quelques centaines de personnes sont organisées dans les autres villes du pays. Le Premier ministre Mark Rutte fait installer des affiches « Je suis Charlie » dans le Parlement.
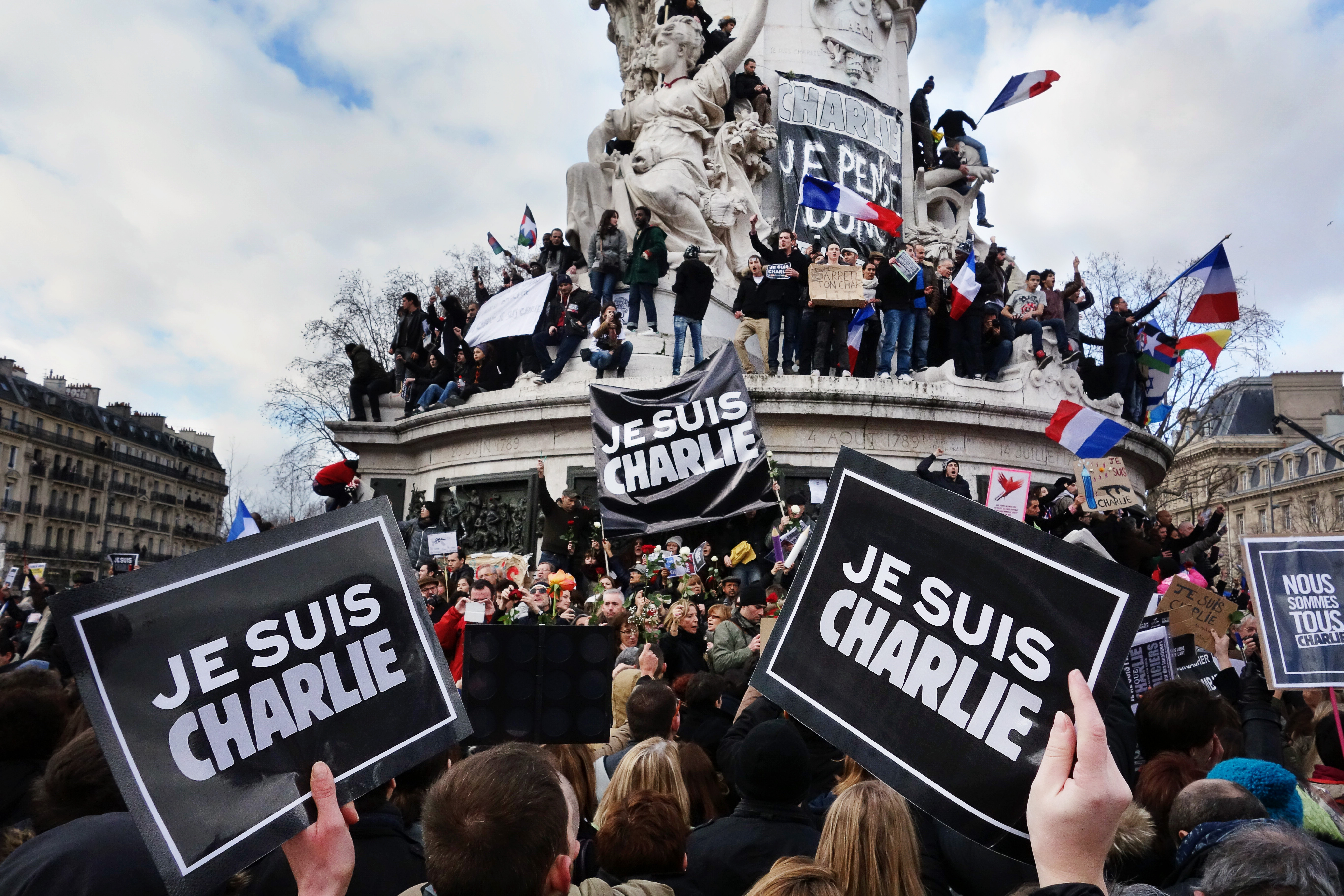
Place de la République
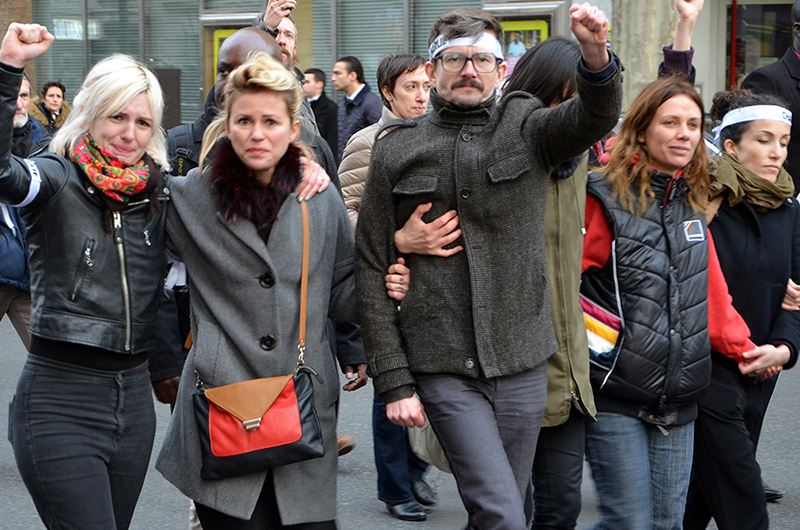
Une partie de l'équipe de Charlie Hebdo, dont les dessinateurs Luz et Coco et la journaliste Sigolène Vinson
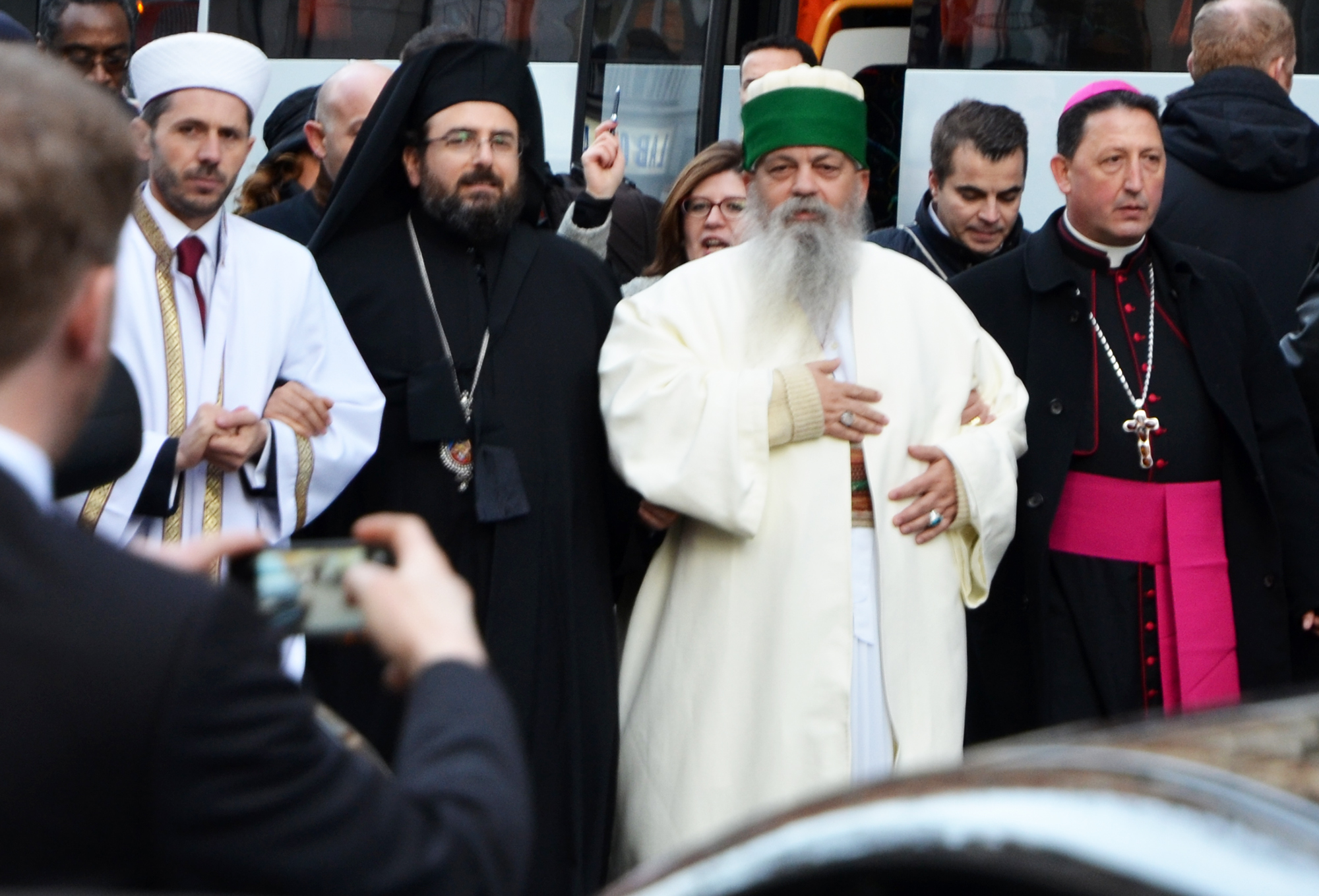
Représentants albanais des communautés sunnite, orthodoxe, bektachi et catholique (Lucjan Avgustini)
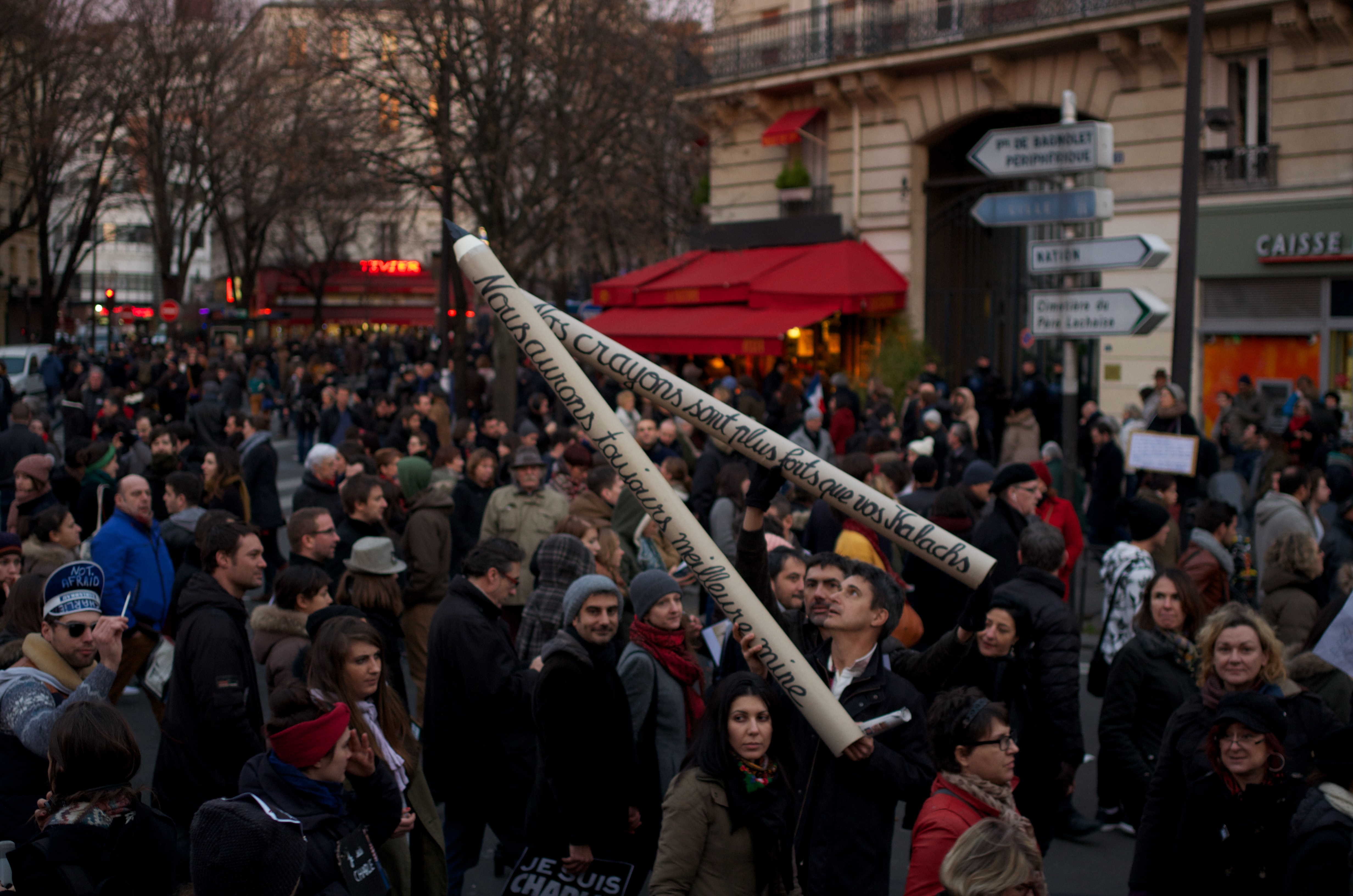
Boulevard de Ménilmontant
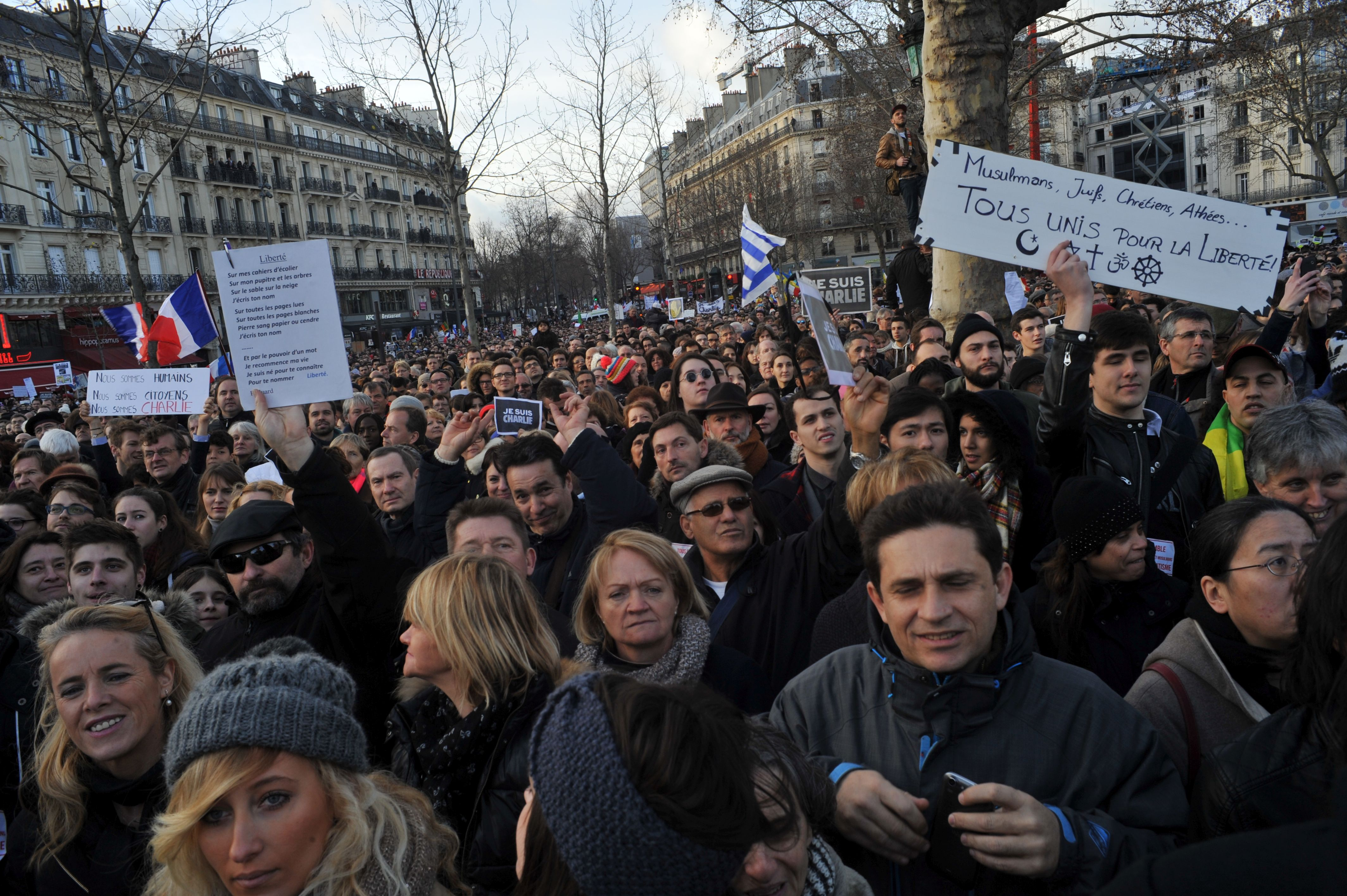
Entre place de la République et place de la Bastille
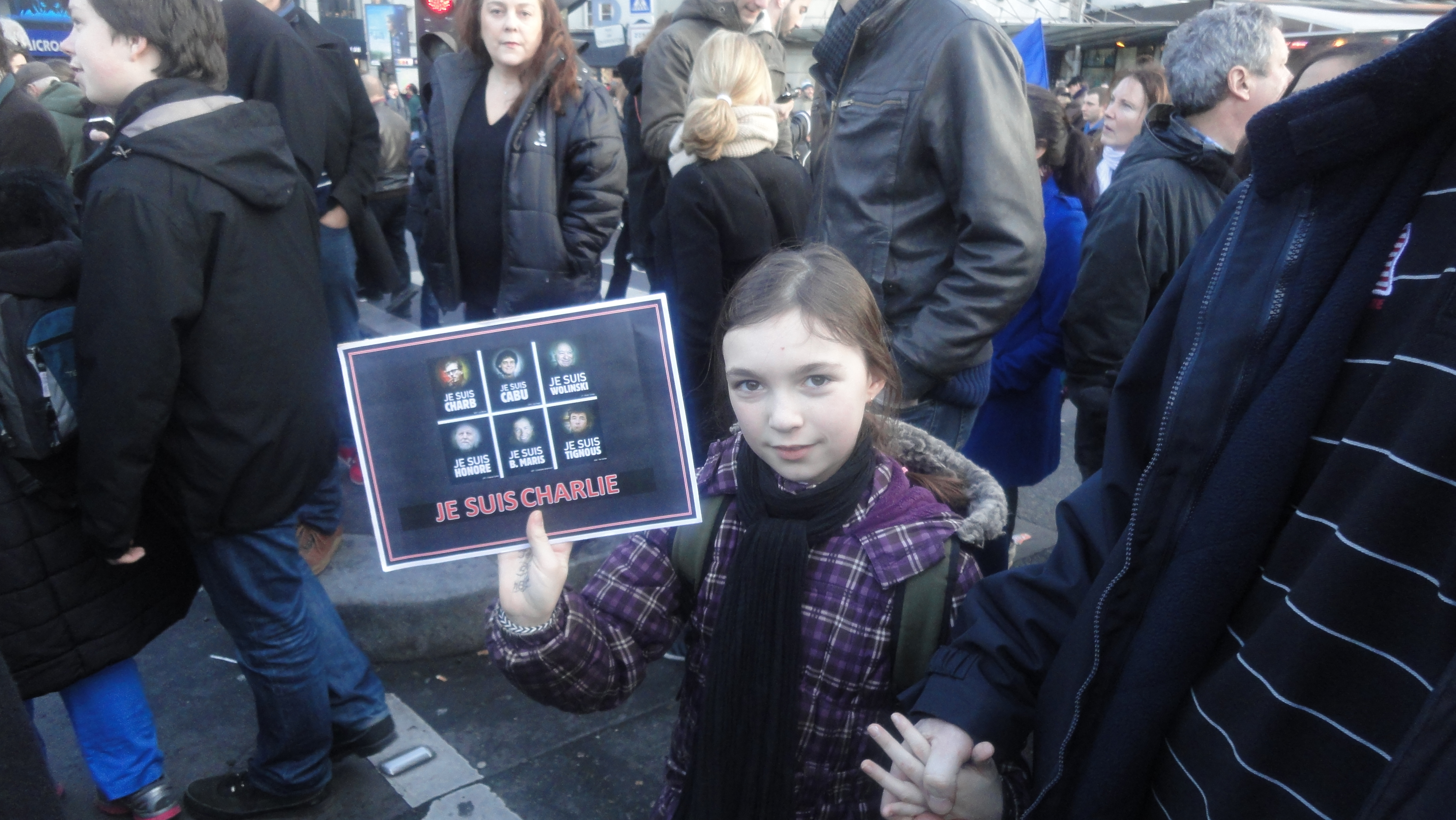
Hommage aux collaborateurs de Charlie Hebdo
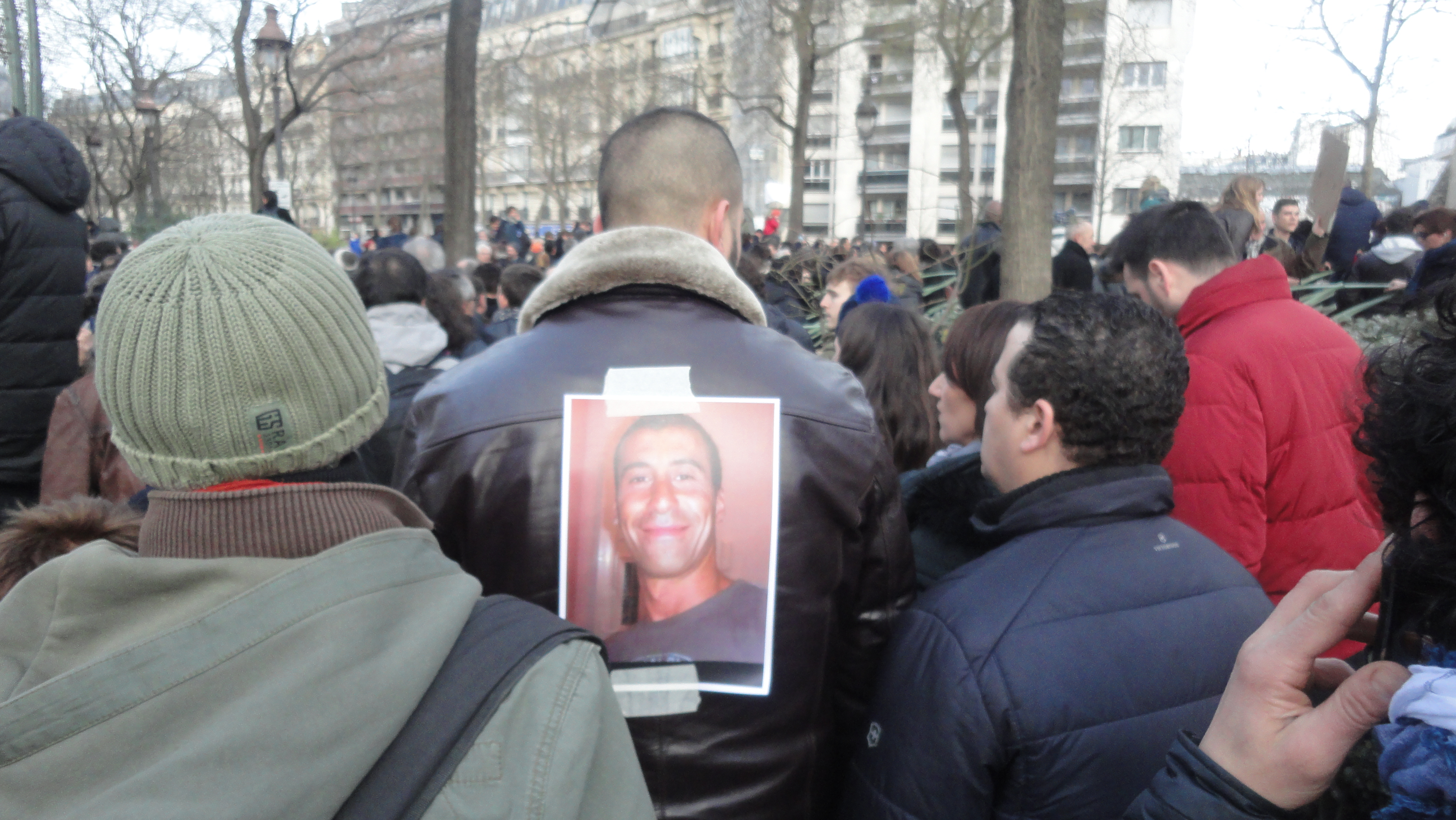
Hommage au policier Ahmed Merabet
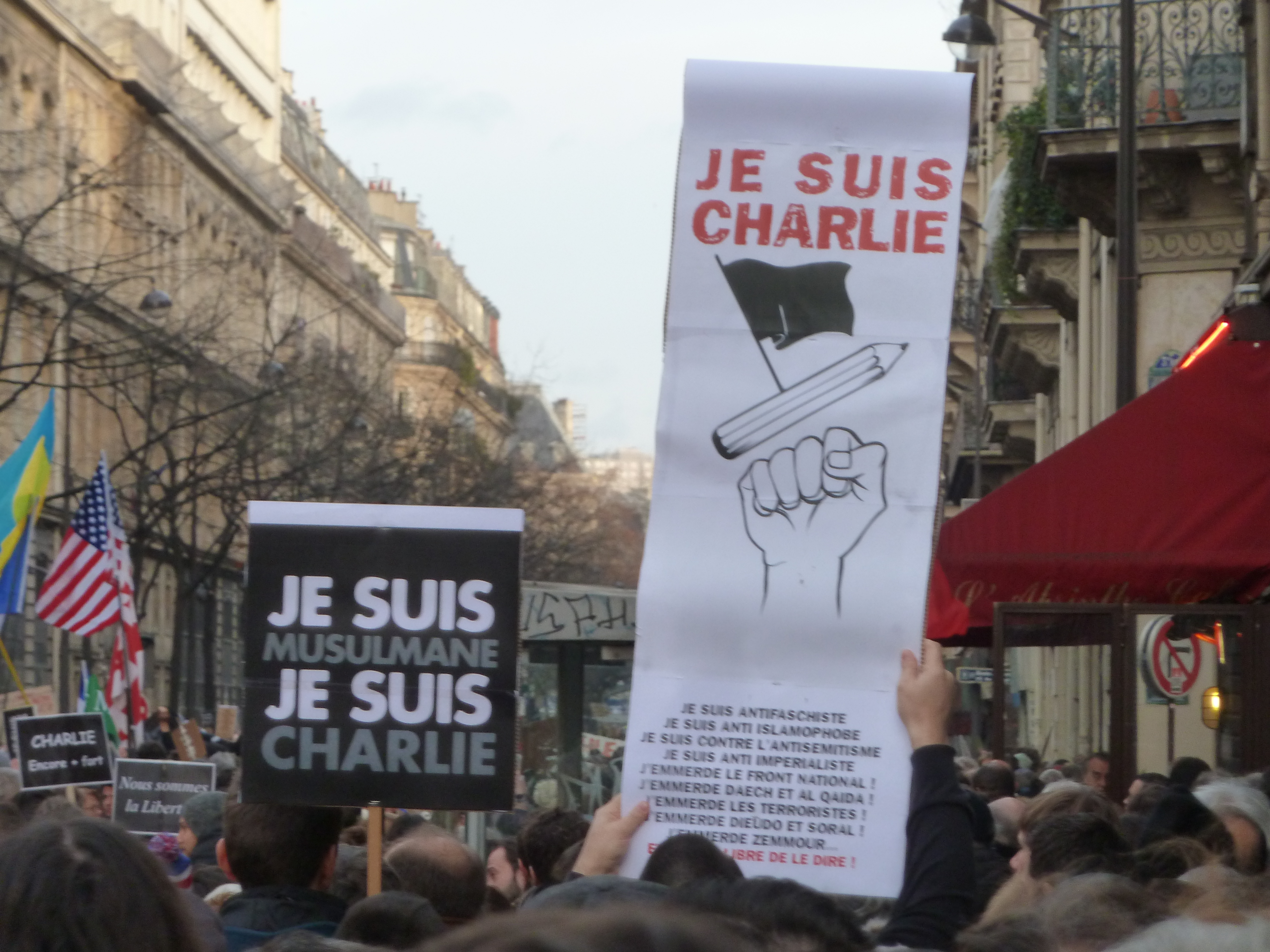
Manifestants dans le 3e arrondissement
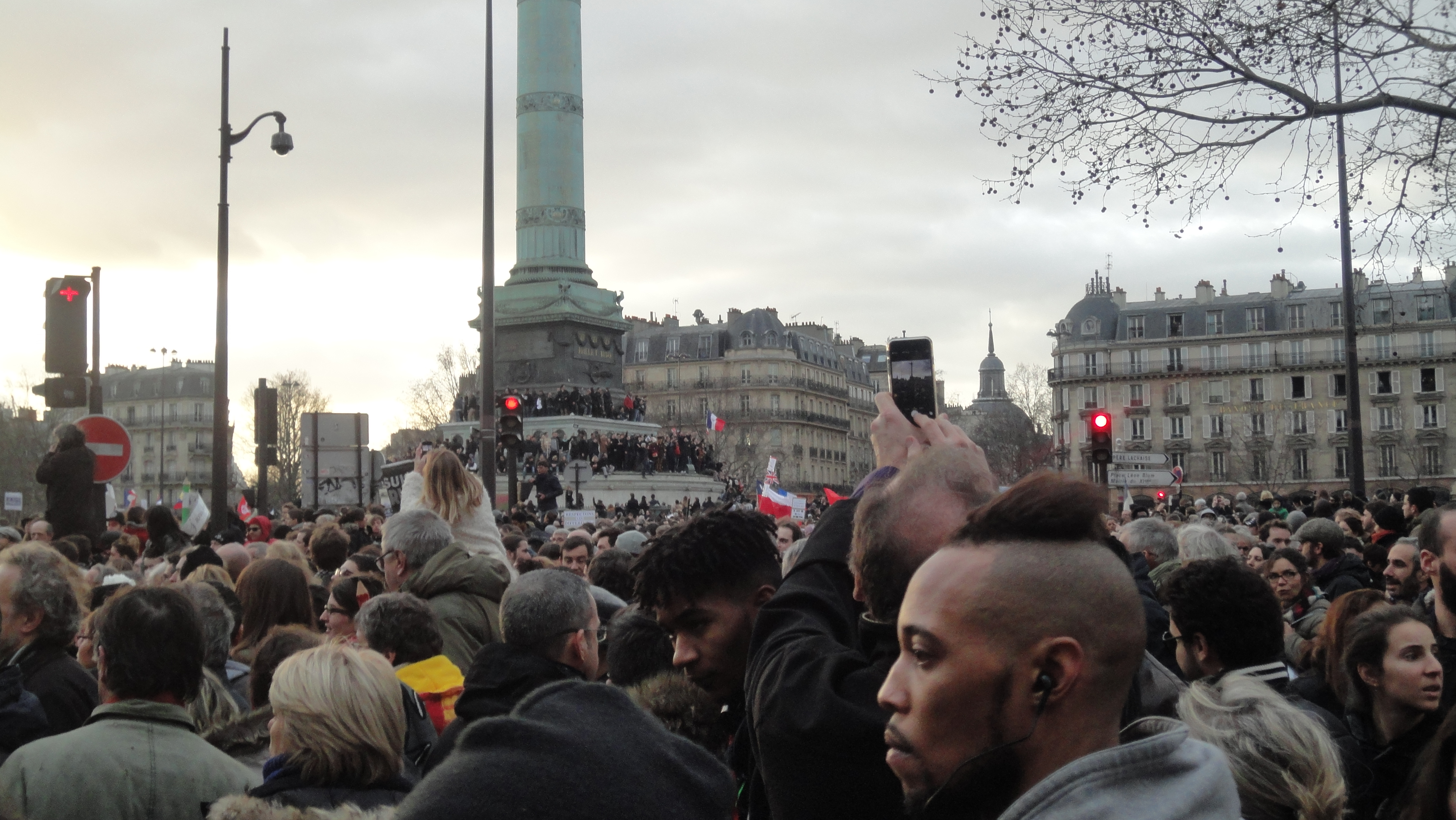
Manifestants place de la Bastille
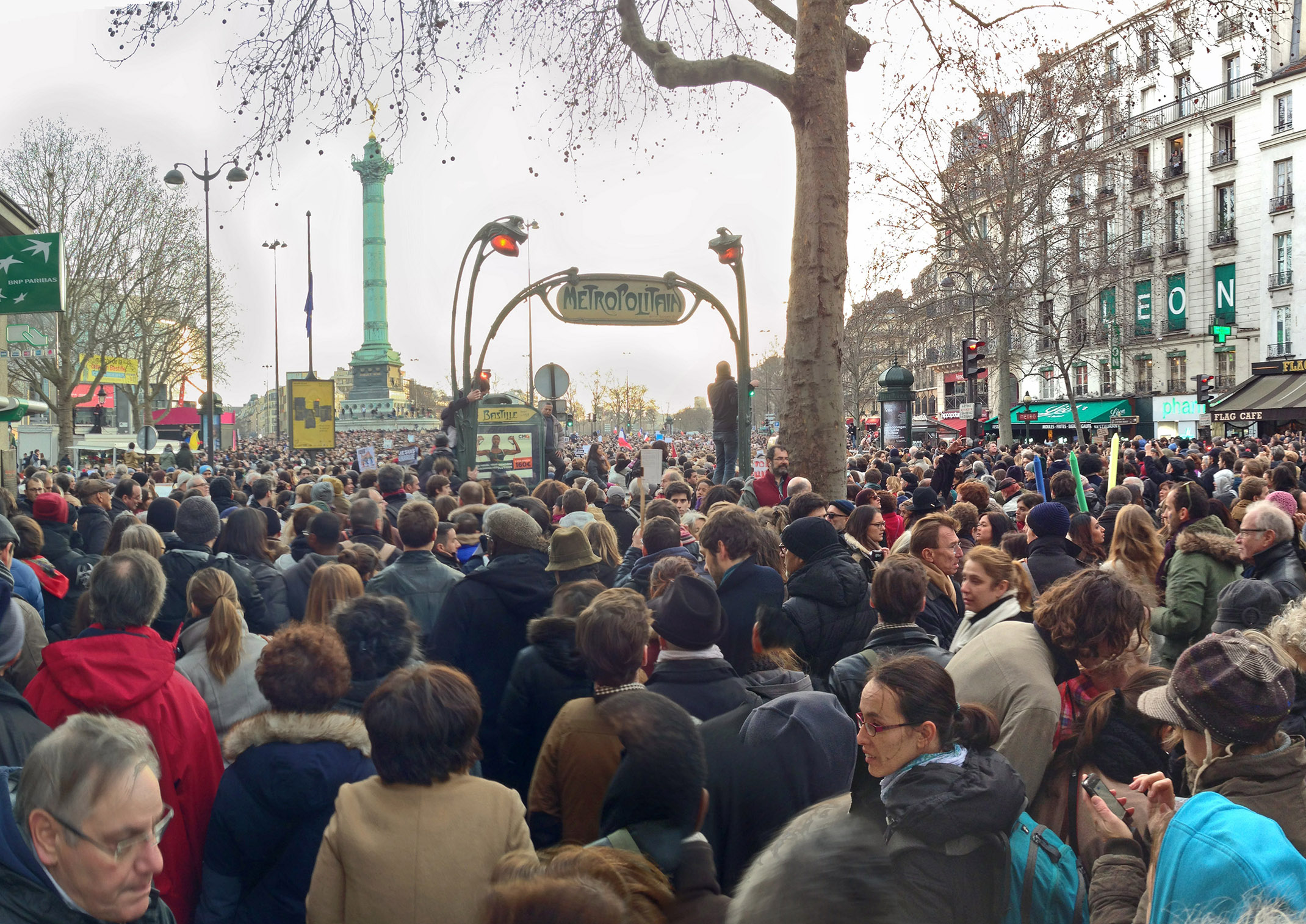
Manifestants place de la Bastille
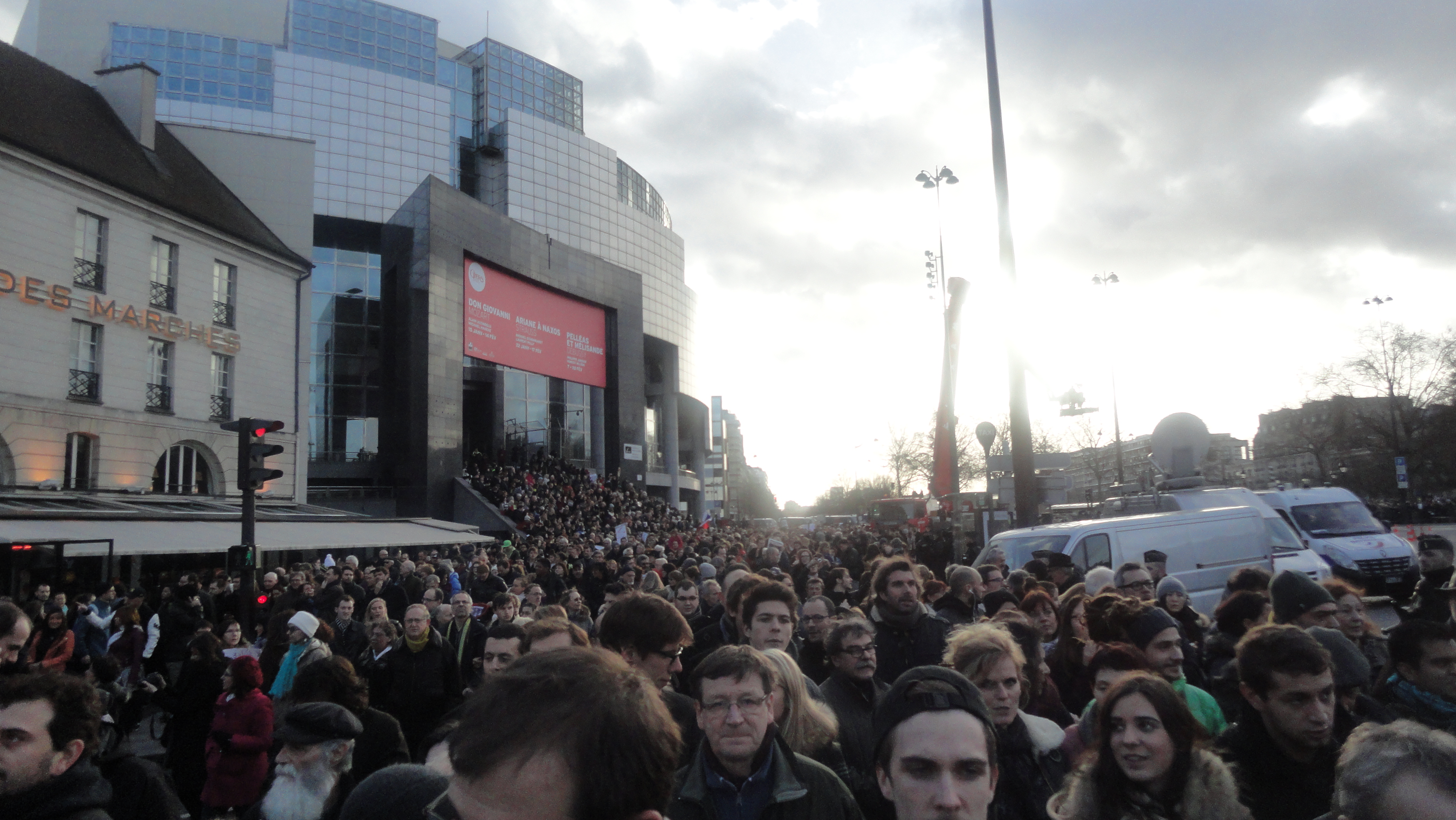
Manifestants devant l'Opéra Bastille
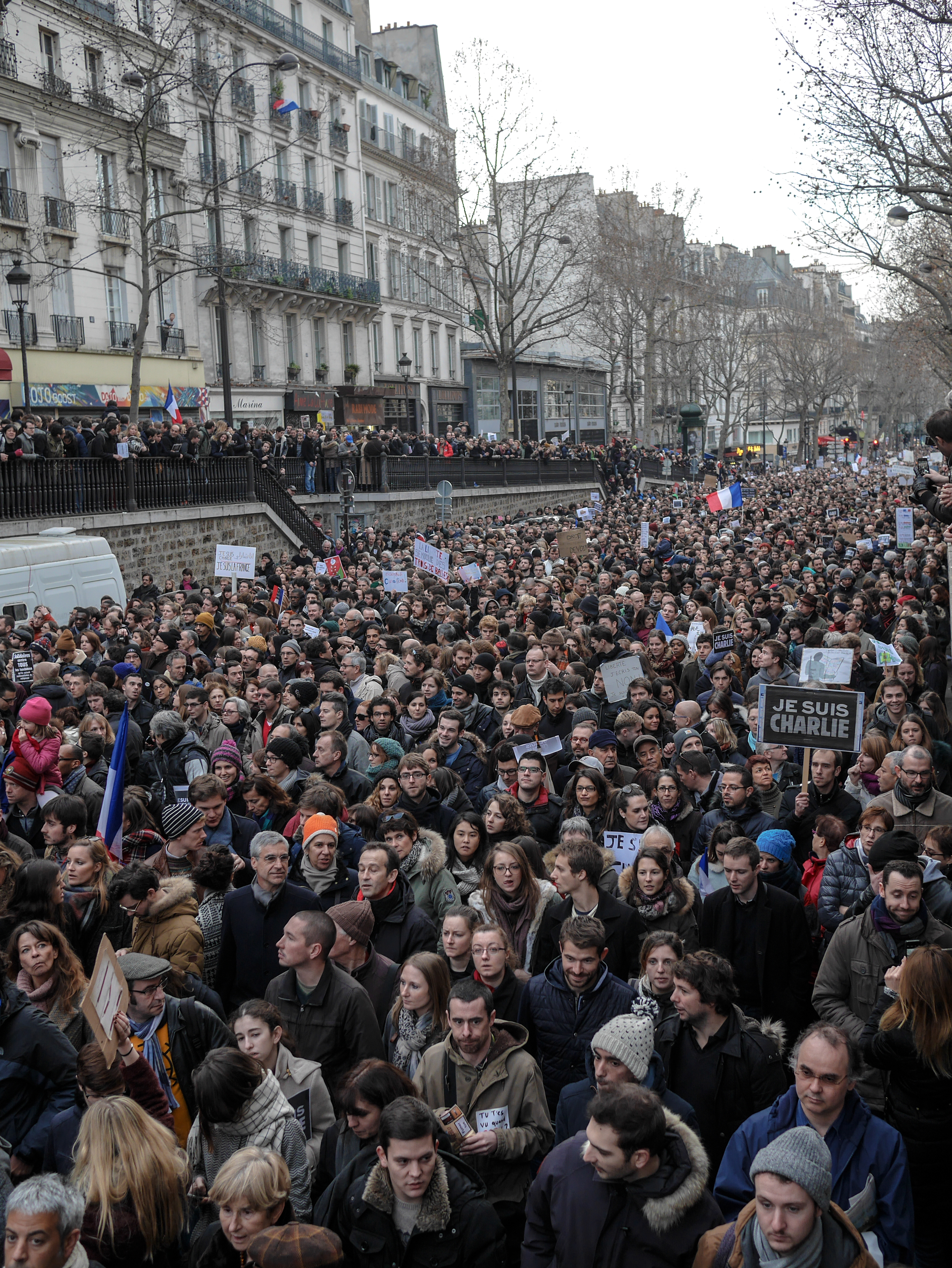
Sur le bd Saint-Martin
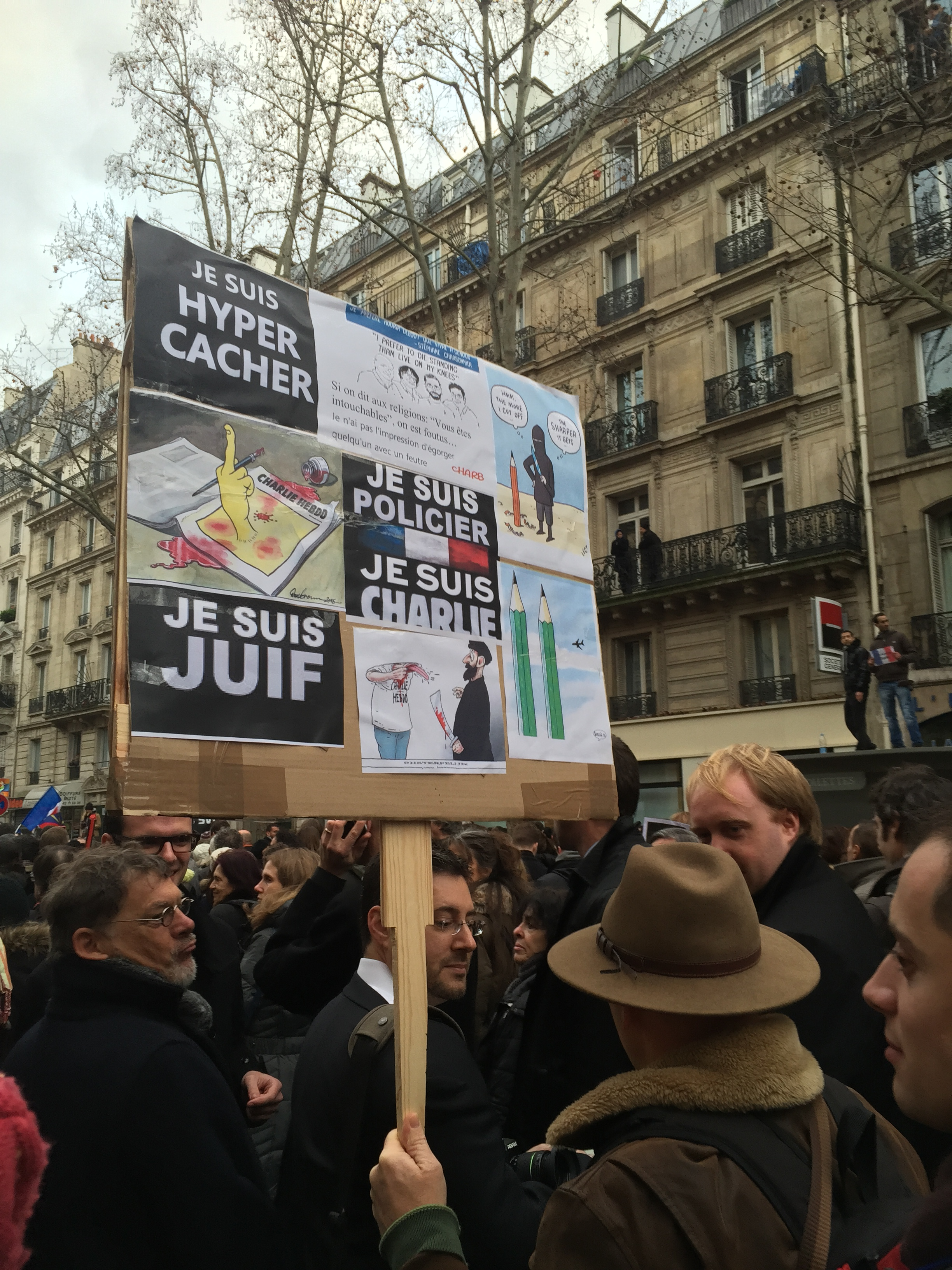
Une pancarte
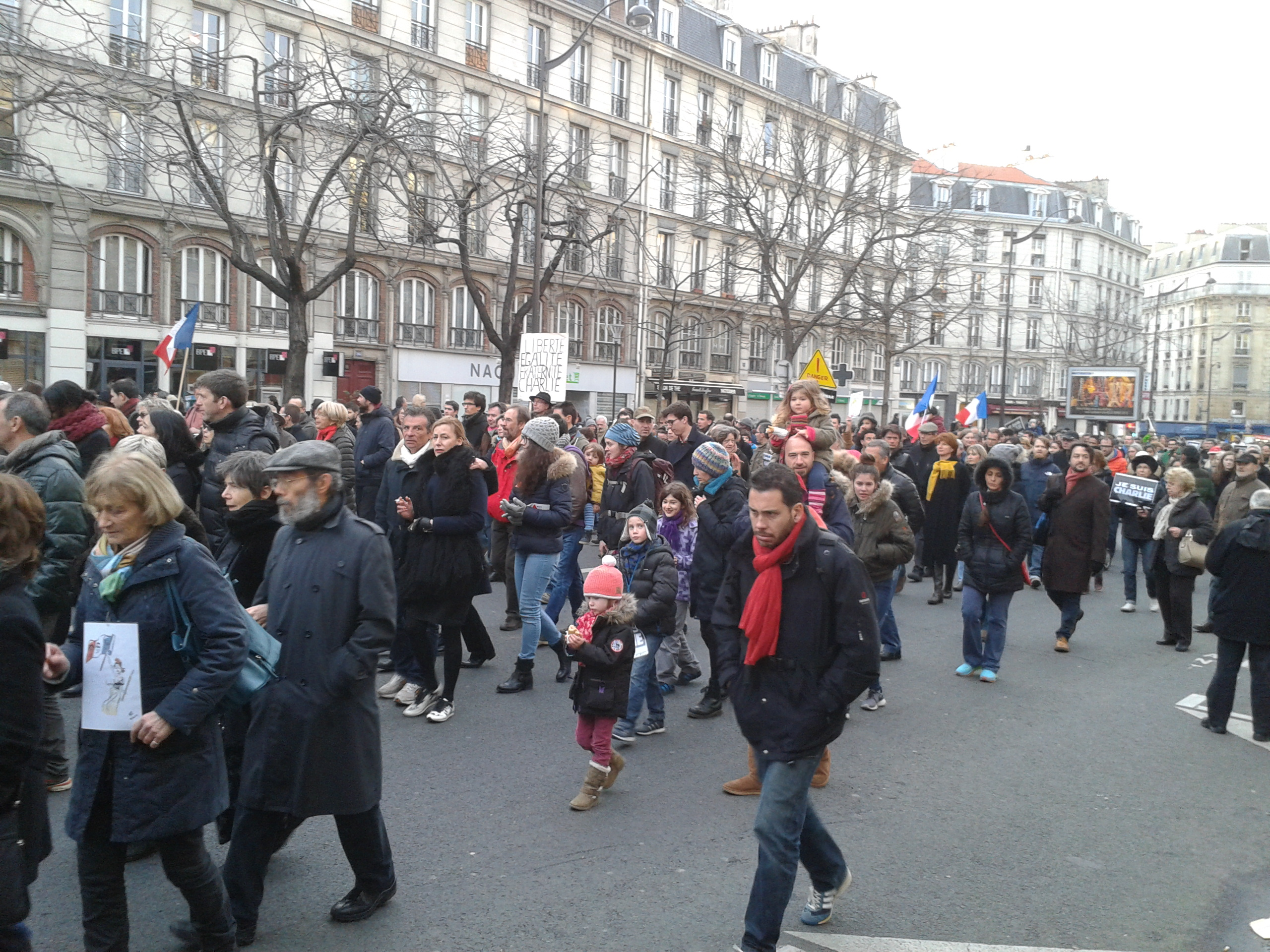
Sur le boulevard Voltaire, vers la place de la Nation
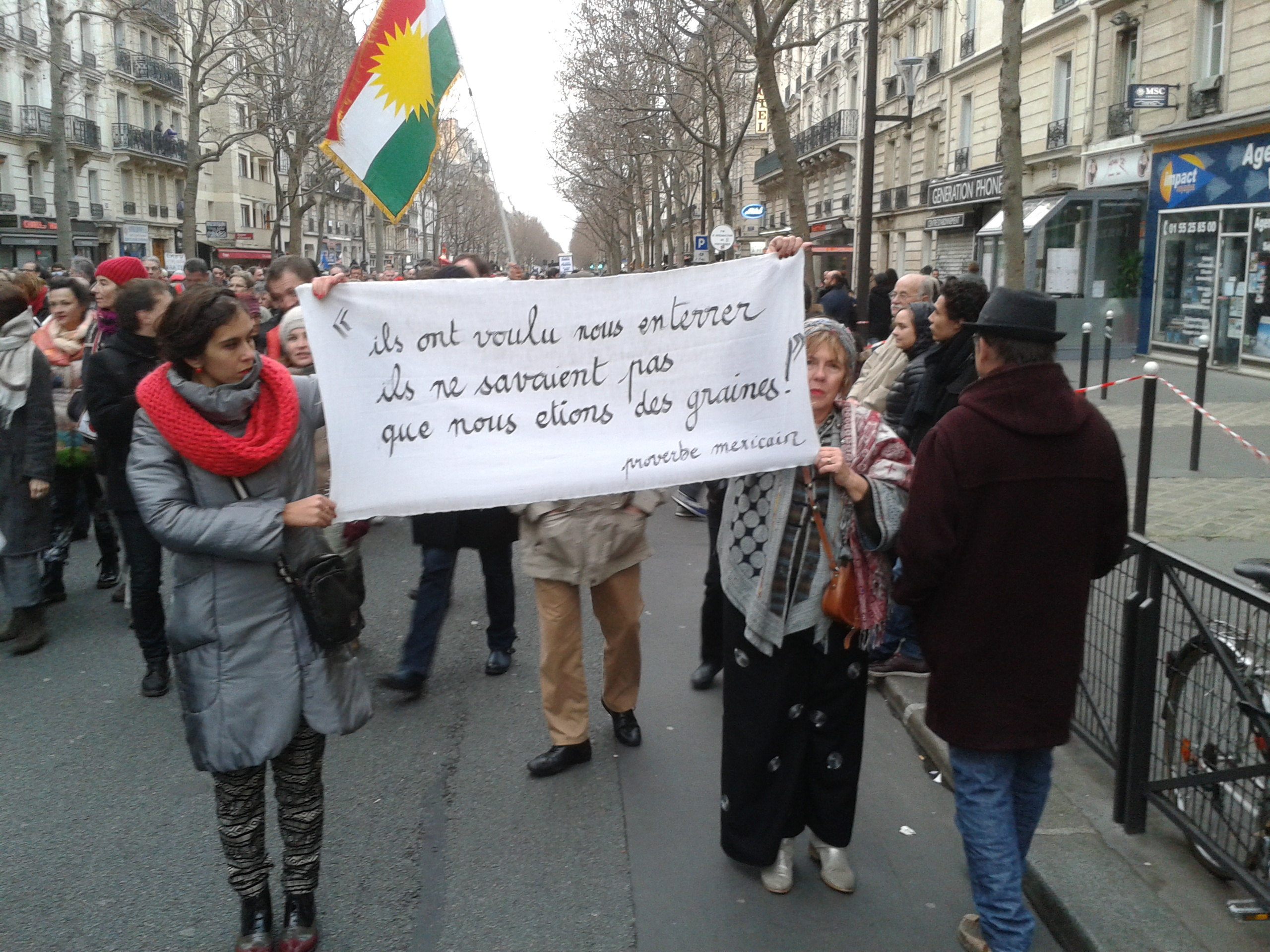
Sur le Boulevard Voltaire
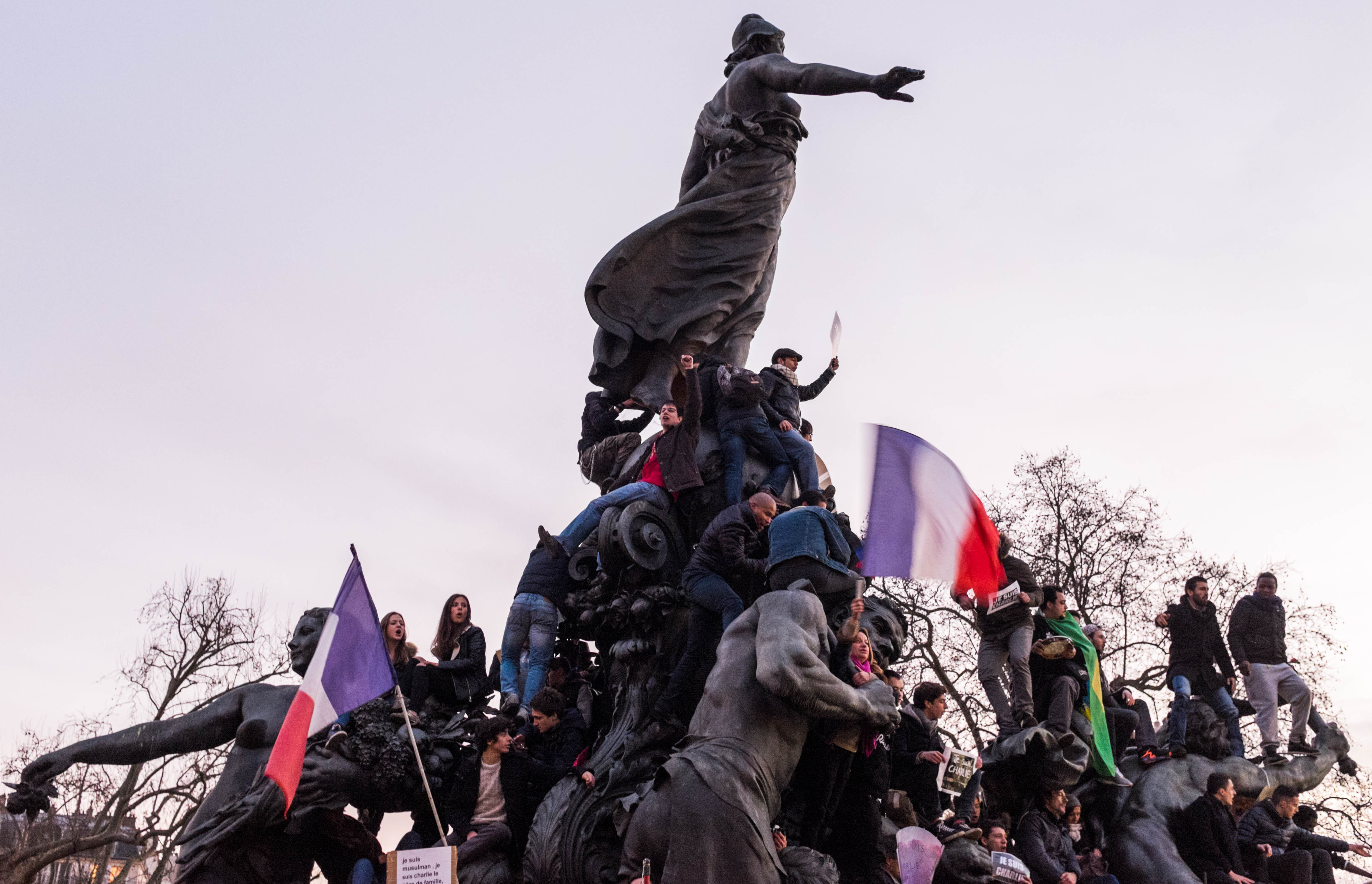
Vers 17 h30, sur Le Triomphe de la République, dans le square de la place de la Nation
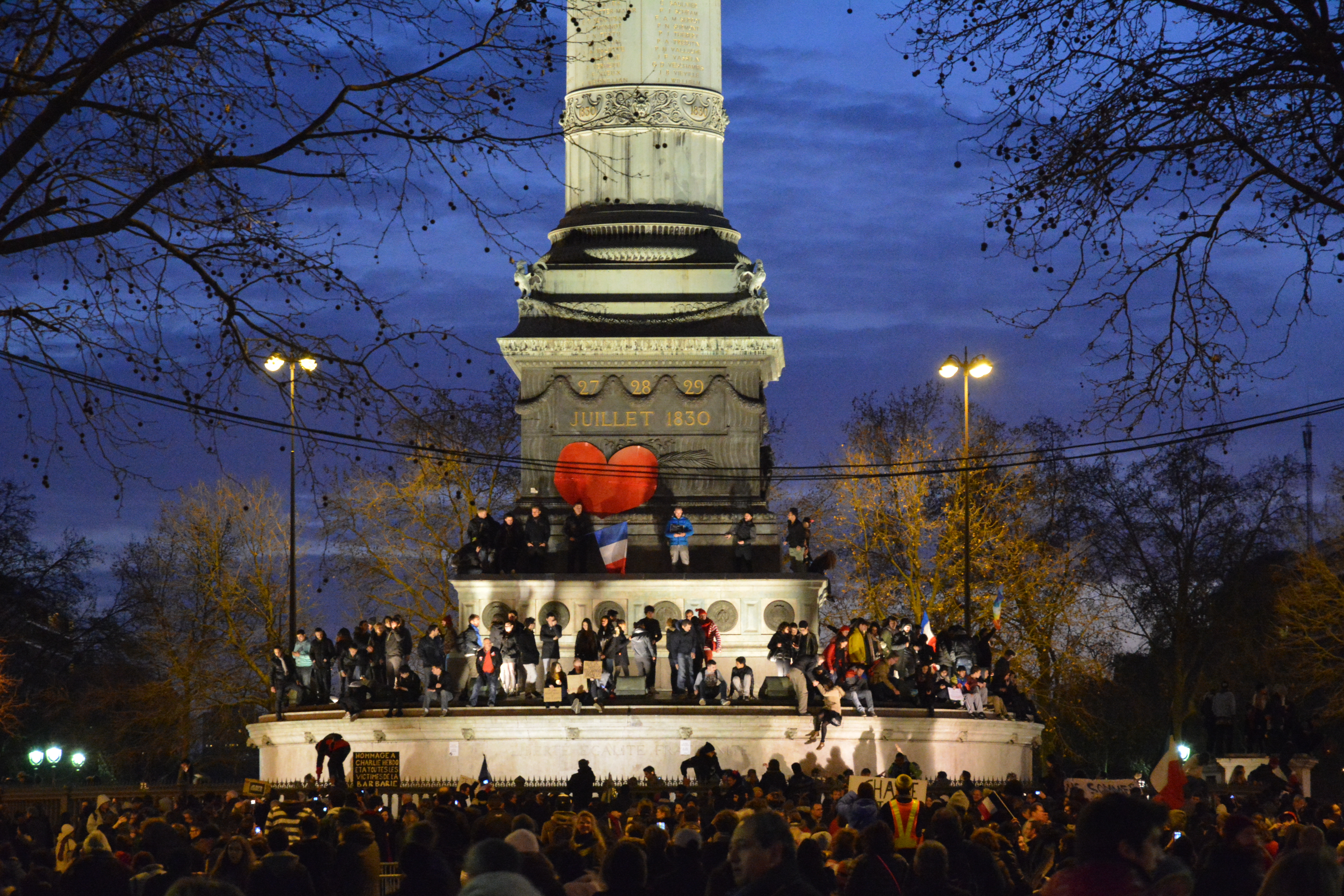
Vers 18 h, place de la Bastille.
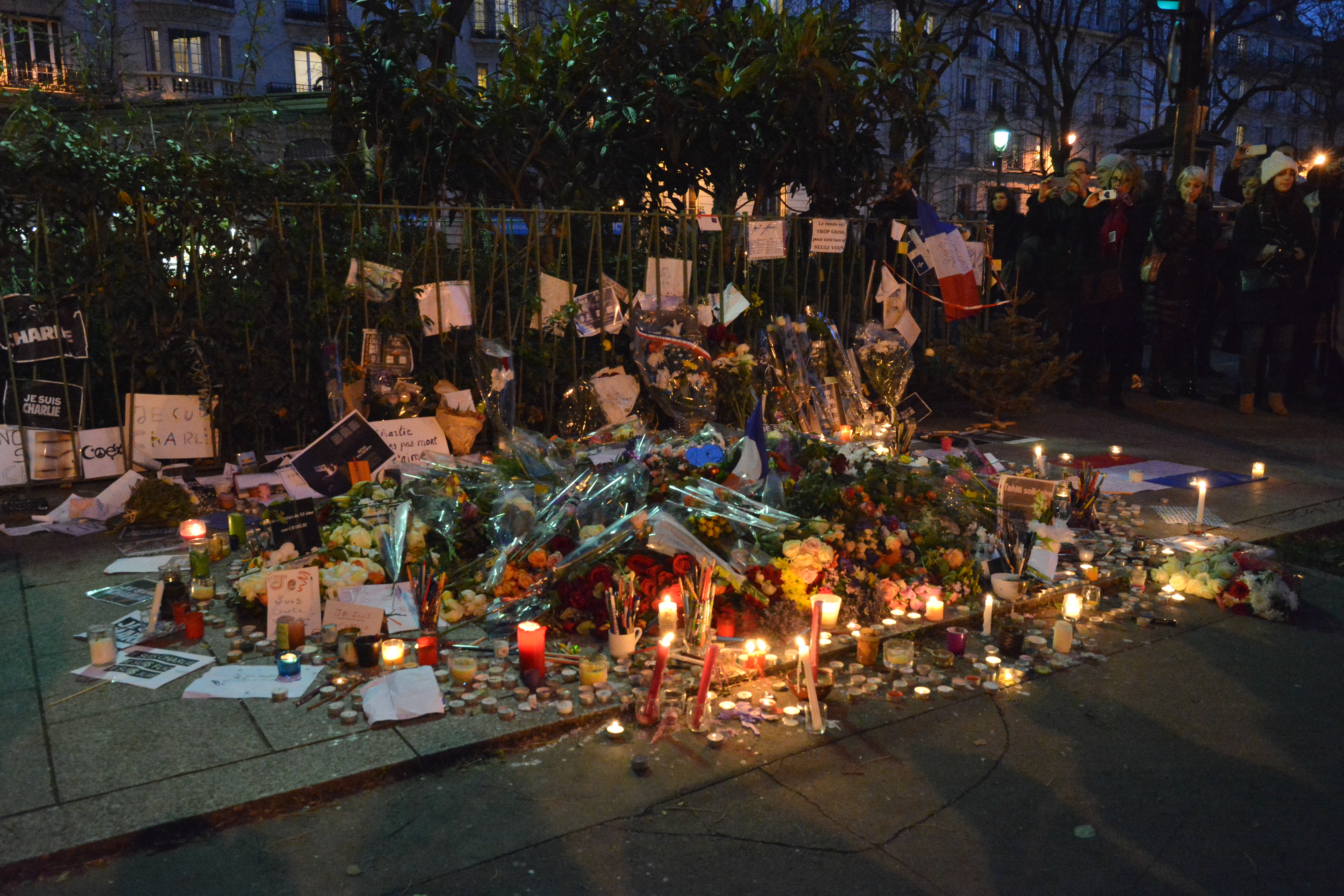
Vers 18 h, boulevard Richard-Lenoir, où se commémore le souvenir d'Ahmed Merabet, tué ici par les frères Kouachi.

- Roumanie - Bucarest : 200 personnes manifestent devant l'ambassade de France[94].
- Roumanie - Cluj-Napoca 500 étudiants français et roumains manifestent dans la ville[95].
- Royaume-Uni - Londres : 1 000 personnes manifestent à Trafalgar Square[84].
- Suède - Stockholm : 3 000 personnes manifestent[84].
- Suisse - Bellinzone : 500 personnes manifestent[96].
- Suisse - Genève : 2 000 personnes manifestent[96].
- Suisse - Lausanne : Plus de 2 000 personnes manifestent[97]
- Thaïlande - Bangkok : 500 personnes se regroupent à l'Alliance française de Bangkok[98].
- Turquie - Istanbul : des personnes se regroupent devant le consulat de France[80].